# سيارة أجرة مشتركة

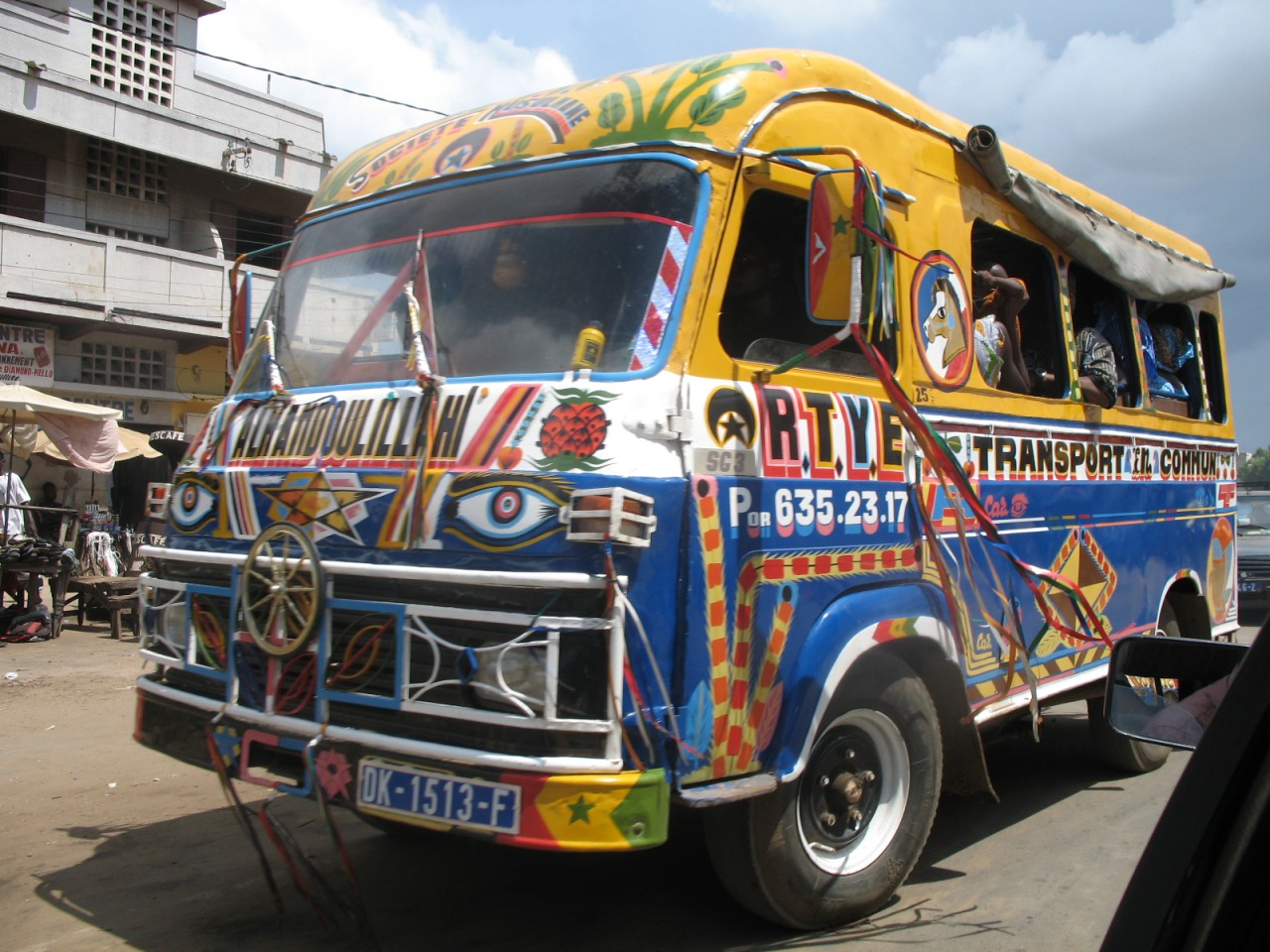
سيارة أجرة مشتركة "رابيد" في السنغال

سيارة أجرة مشتركة، وسيلة نقل جماعية يقع حجمها ما بين التاكسي والحافلة. في الغالب يتم تشغيلها من قبل المالك وأحيانا يتم تأجيرها بهدف نقل الركاب من مكان إلى آخر بمسار محدد أو غير محدد وبدون جدول زمني معلن للمغادرة فهي تغادر عندما تكون جميع المقاعد ممتلئة. تتوقف في أي مكان لإنزال أو لاصطحاب راكب.
تشتهر هذه السيارات في البلدان حول العالم وتنتشر كثيرا بالمناطق الريفية والأحياء البسيطة تتراوح احجامها ما بين السيارات ذات المقاعد الأربعة إلى الحافلات الصغيرة. احيانا يتم الإشارة إليها بعدة مصطلحات أبرزها ميكروباص أو حافلة أجرة. مثل التاكسي، يختار الراكب الوجهة المراد الذهاب إليها، على عكس الحافلات التي يحدد مسارها سابقا وفقا لجدول زمني.
تشمل الرابطة الدولية للنقل العام، وسائل النقل الرسمية وغير الرسمية كسيارات الأجرة المشتركة.

## نبذة عامة

### المسار
يبدأ مسار السيارة من مكان معين وينتهي في موقع مركزي ثابت. تقوم معالم الطريق بعملية تحديد المسار النهاية، البداية، الطريق. في بعض المدن الأفريقية تسير السيارة من بداية الطريق حتى نهايته وتكتمل حمولته أثناءالرحلة حيث توجد في الطريق محطات لإنتظار قدوم السيارات. في بعض الأحيان، تزيد أوقات إنتظار السيارة في المحطة في أوقات الذروة عن ساعة.
في بعض الأماكن لا يوجد محطات نهاية رسمية، حيث تجتمع السيارات في أماكن مركزية وأماكن الانتظار. قد تكون المحطات الرسمية أكثر بقليل من مواقف السيارات.
في جنوب أفريقيا، يتم الإشارة إلى مصطلح موقف على أنها منطقة يتم إنشاؤها لسائقي سيارات الأجرة من قبل المدينة أو البلدية، حيث يمكن للمسافرين بدء رحلتهم وإنهائها.

### على طول الطريق
تقدم سيارات الأجرة المشتركة الخدمة على مسارات محددة داخل المدن وفي بعض الأحيان تسافر بين المدن وبعضها. يأخذ السائق الأجرة المحددة من الركاب أثناء الرحلة وفي بعض الأحيان في بدايتها. تسير السيارة على طرق شبه ثابتة يمكن للسائق فيها تحديد المسار داخل المنطقة وفقا لحالة المرور.
يتوقف السائق في أي مكان على مدار الطريق لركوب ونزول الركاب.

### الفروق التشغيلية
تشترك سيارات الأجرة في خصائص معينة، يمكن تحديد بعض الفروق التشغيلية الأساسية.

#### ملكية السيارة
في الغالب، يوجد نظامين لعمل سيارات الأجرة الأول أن تكون السيارة تابعة لشركة ما تضم مئات السيارات أو لفرد واحد يمتلك سيارة أو اثنين، والثاني أن تكون مملوكة للدولة. على سبيل المثال، في داكار عاصمة السنغال، توجد شركة تمتلك مئات من سيارات رابيد. بينما في الإتحاد السوفيتي، تعرف سيارات الأجرة المشتركة باسم مارشروتكا، تدار الغالبية منها من قبل الحكومة في المدن الكبيرة بينما تنتشر الشركات والأفراد في الريف. في أفريقيا، غالبية ملاك السيارات من الأفراد لكن توجد بعض الشركات.
نادرا ما يمتلك شخص واحد أكثر من سيارتين في وقت واحد. يقوم بعض الملاك بتأجير السيارة للحفاظ على الإيرادات حيث يكون المستأجر مسؤول عن الوقود وتكاليف التشغيل ومبلغ الإيجار.

#### النقابات
في بعض البلدان، مثل بعض دول أفريقيا والصين، تقوم النقابات أو جمعيات الطرق بالإشراف على سيارات الأجرة المشتركة، تعمل هذه المجموعات عند غياب البيئة التنظيمية. تقوم تلك النقابات بجمع المستحقات من السائقين مثل المدفوعات النهائية لكل رحلة وتعرف بالكارته في الدول العربية، تحديد المسارات، إدارة المحطات، تحديد الأسعار، وجمع الضرائب. قد تتضمن إدارة المحطة ضمان مغادرة كل سيارة بحمولة كاملة من الركاب.
نظرا لأن النقابات تمثل الملاك، فإن جهودهم التنظيمية تميل إلى تميز السائق عن الراكب، أحيانا تقوم النقابات الطرفية بتكليف الركاب بدفع أموال زائدة واجبارهم على النزول في أماكن غير ملائمة في ظاهرة تسمى محطة إجبارية.

#### اللوائح
في أفريقيا، تهتم اللائحة بالمركبة نفسها وليس سائقها أو خط سيرها. على عكس كينيا، التي تشمل اللائحة التنظيمية بها نظام العمل مثل الطرق المستخدمة، السائقين بالإضافة إلى السيارة نفسها.
بداية من عام 2008، أصبح من الصعب فرض ضرائب على سيارات الأجرة الصغيرة في أفريقيا لأنها تعمل في فراغ تنظيمي ووجودها ليس جزءا من المخطط الحكومي، لكنه استجابة لحاجة السوق والطلب المتزايد على تلك الخدمات. في الغالب تمثل نقابات الطرق وجمعيات المشغلين اليد العليا غير القانونية على تلك السيارات. قد تلجأ تلك النقابات إلى استخدام القوى لتنفيذ اللوائح.

## أنواع السيارات
سيارة الأجرة المشتركة، وسيلة نقل فردية مستقلة عن أنواع السيارات الملاكي. يمكن اعتبار الميكروباص، النصف نقل، ستيشن واغن، الشاحنات من أنواع سيارات الأجرة المشتركة.
يهدف تنوع السيارات إلى إيجاد سيارات ملائمة لكل حالة مرور. حيث تلعب حالة المرور والبنية التحتية دورا مهما في غختار السيارة الملائمة للبلد. فعلى سبيل المثال، تعتبر مدن أفريقيا من أكثر الأماكن ازدحاما.
في فلسطين المحتلة تنتشر سيارات المرسيدس بشكل عام، وهي فعاله للغاية، حيث أنها تتسع ل 7 أو 8 أشخاص، في الغالب تكون المسارات ثابتة، يستطيع الراكب أن ينزل في محطات محددة أو الخروج قليلا عن الطريق لتسهيل عملية الركوب والنزول.

## حسب البلد

### أفريقيا

#### الجزائر
في الجزائر، تعمل سيارات الأجرة المشتركة داخل المدينة على مسارات ثابته تعرض وجهتها قبل الرحلة، ويتم إخبار من يتم اصطحابهم من على الطريق. في الغالب لا يغادر السائق بالسيارة المحطة إلا وهي مكتملة بالركاب. أما محطات الركوب والنزول فهي محددة أنفا. إذا أراد الشخص ركوب السيارة فما عليه إلا أن يشير لها بالتوقف.
لا تنجصر رحلات السيارة داخل المدن فتوجد بعض السيارات التي تسافر بين المحافظات وبعضها.
توصي وزارة الشؤون الخارجية والتجارة والتنمية باستخدام جميع السيارات في الجزائر، باستثناء هذه السيارات. بينما تطلب وزارة الشؤون الخارجية الإيرلندية باستخدام سيارات الأجرة التي يقوم الفندق بتوفيرها.

#### جمهورية الكونغو الديموقراطية
تسمى سيارات الأجرة المشتركة في كينشاسا عاصمة جمهورية الكونغو الديمقراطية فولا فولا وتعني سريع سريع.
بداية من عام 2008، لم يعد هناك هيئة مستقلة لسيارات النقل في مدينة كينشاسا.

#### ساحل العاج
في ساحل العاج، تسمى سيارات الأجرة الصغيرة باسم غباكا. بينما تسمى هيئة تنظيم النقل في أبيدجان، بإدارة النقل الحضري AGETU.
بداية من عام 2008، أصبحت انضمت الشاحنات الكبيرة والميكروباصات إلى هيئة النقل الحضري وتم الاعتراف بها كسيارة أجرة مشتركة.

#### أثيوبيا
تعتبر سيارات الأجرة المشتركة في إثيوبيا من أهم وسائل النقل في المدن الكبرى مثل أديس أبابا، حيث يفضل اغلب سكانها سيارات الأجرة المشتركة عن السيارات العامة وسيارات الأجرة التقليدية لأنها أرخص بشكل كبير وتسير على طرق متنوعة وموجودة بكثرة.
تتميز سيارات الأجرة الصغيرة في إثيوبيا بنظام تلوين قياسي فهي تلون بلونين الأزرق والأبيض، مثل سيارات الأجرة في نيويورك باللون الأصفر. في الغالب تكون سيارات الأجرة الصغيرة من نوع تويوتا هايس، وتتردد في الشوارع. يمكنهم نقل إحدى عشر راكب، ولكن سيكون لديهم دائما مساحة لشخص آخر حتى ينتهي الأمر. لدى سائق السيارة فرد يدعى ويالا وظيفته تحصيل الأجرة من الركاب. في عام 2008، كانت وسائل النقل العام التي تديرها الحكومة متاحة في أديس أبابا بالإضافة إلى تلك السيارات الصغيرة. ربما يعمل أسطول مكون من 350 سيارة أجرة كبيرة لهذا الغرض حيث أن العدد موجود بالفعل.
منذ عام 2008، تحتاج المدينة إلى هيئة نقل مستقلة، لكن هناك بعض التنظيمات التي تتحكم في السوق. ربما تكون نقابات الطرق موجودة ولكنها متنوعة.

#### غانا
في غانا والدول المجاورة لها تكون سيارات الأجرة مملوكة للقطاع الخاص، يوجد سيارات أجرة صغيرة مخصصة للسفر على طرق ثابتة، تغادر عندما يتم ملؤها، يمكن لسيارات الأجرة هذه الوقوف في أي مكان لإنزال الركاب أو صعود أحدهم على طول الطريق.
يدير السائق سيارات الأجرة هذه ويقوم الموصل بجمع المال، الكثير من هذه السيارات مزين ومزخرف بشعارات وأقوال غالبا ما تكون دينية، قليل منها يعمل يوم الأحد،  70 في المية من المسافرين الغانيين يستخدمون سيارات أجرة تروترو قد يكون سبب هذه الشعبية هو وجود وسائل نقل عام أساسية فقط في مدن مثل أكرا باستثناء هذه السيارات الصغيرة.
بعد إنشاء شركة أكرا الكبرى لنقل الركاب، تم إدخال بعض السيارات الكبيرة برازيلية الصنع في الخدمة على ماركو بولو، يجري تطوير خط باص سريع ليتم افتتاحه في نوفمبر عام 2019. فاتت شركة سكانيا السويدية بعقد لتزويد السيارات الأجرة وأيضا البنية التحتية.
وسائل النقل الغير رسمية في غانا مرخصة من قبل الحكومة، لكن الرحلات ذاتية التنظيم. تشمل النقابات في أكرا GPRTU و PROTOA.

#### الكاميرون
في الكاميرون، تتواجد سيارات الأجرة المشتركة منذ عام 2008، لكن بموجب القانون لا يمكن استخدام سيارات الأجرة الصغيرة. في نفس العام، كانت دوالا، الكاميرون، بدون سلطة نقل مستقلة.

#### بوركينا فاسو
في واغادوغو، عاصمة بوركينا فاسو، لا تقوم سيارة الأجرة الأفريقية بدور التاكسي، فكلاهما مهم بالنسبة للركاب.

#### مصر
في مصر، تعرف سيارة الأجرة عموما باسم المشروع أو الميكروباص، تستخدم محافظة الإسكندرية اسم المشروع.
يتم ترخيص سيارة الأجرة الصغيرة من قبل كل محافظة وتعرف باسم التاكسي، يتم تشغيلها من قبل مالكها وأحيانا يقوم صاحبها بتأجيرها. يكون لكل محافظة لون خاص بها يتم طلاء تاكسي المحافظة به، إلا أن لونها يختلف بشكل كبير من الناحية العملية، حيث تتغير المخططات من وقت لآخر وهذا ما يكلف السائقين الكثير من المال. على الرغم من أن سعر الأجرة يعتمد على المسافة المقطوعة، إلا أن الأسعار تعتمد على المدينة أيضا، يمكن أن ينزل الركاب من سيارات الأجرة الصغيرة في أي مكان على طول الطريق، غالبا ما يتوقف التاكسي عن طريق إشارة يدوية راسخة يشير بها إلى وجه السائق، على الرغم من أن بعض المناطق يوجد بها محطات سيارات صغيرة معروفة.
في مارشروتكا، في أوروبا الشرقية، تكون سيارة الأجرة الصغيرة النموذجية مقارنة مع بعض البلدان الأخري سيارة كبيرة، غالبا تكون من موديل تويوتا هايس، أو جينبي أو هايس، هي من إنتاج المجموعة البافارية لتصنيع السيارات في مدينة السادس من أكتوبر في مصر. تستخدم مارشروتكا سيارات الأجرة الصغيرة.

#### كينيا
في كينيا، تسمى سيارات الأجرة باسم الماتاتو، هي سيارات صغيرة يمتلكها القطاع الخاص، سابقا كانت تستخدم سيارات النصف نقل كوسيلة نقل عام في كينيا، كان يتم زخرفتها أحيانا بصور المشاهير أو أقوال وشعارات بعضها يكون ديني. لدى سيارة الماتاتو ثلاثة عاملين السائق وقاطع التذاكر وحمال.
قد يقوم السائقون باختيار طرق سير غير المسار المحدد، تعمل بين المدن وداخلها، قد يتوقف على طول الطريق لشراء شيء ما أو تجميع الأجرة من الركاب.
منذ عام 1999 كان ماتاتو هو الشكل الوحيد لسيارة الأجرة العامة في كينيا ونيروبي، لكن في عام 2006، تغير الوضع.
اسم ماتاتو يشتق من اللغة العامية السواحيلية، الاسم يعنى ثلاثة باللغة العربية، أصله الحقيقي يمتد من لهجة كيكويو. يمكن للركاب دفع ثمن التذكرة عبر الهاتف الخلوي. على الرغم من عدم تدوين التاريخ القديم في كينيا، إلا أن العديد من الأشخاص الذين ولدوا في الأربعينيات والخمسينيات من القرن الماضي يروون بوضوح قصة كيف كانوا يدفعون ثلاثين سنتا إلى سيارات الأجرة. عملة واحدة من فئة عشرة سنتات في كيكويو، لذلك فإن الأجرة القياسية البالغة ثلاثين سنتا أصبحت من القدم، لم تكن هذه السيارات كثيرة، كان الركوب في إحداها توفيرا للوقت، لذلك كان من الشائع تحدث الناس عن الركوب وسؤالهم كم دفعت، كانت الإجابة هي ثلاثة عملات من فئة عشرة سنتات، وأخيرا، تم تسميته بتاكسي المشاركة وانتشرت أسماء أخرى.

##### التنظيم الكيني
في كينيا، بموجب القانون يجب تنظيم صناعة هذه السيارات، يجب أن تكون مزودة بأحزمة الأمان والحفاظ على السرعة، ربما لا تكون اللوائح الحالية ردعا كافيا لمنع المخالفات الصغيرة، فالقانون يمنع الزخرفة على السيارات، لدى كينيا واحدة من أكبر الضوابط التنظيمية الأكثر شمولا لدخول السوق، يمكن سحب أحد عاملي ماتاتو من الشارع لارتدائه قميص صاخب للغاية.

#### مالي
في مالي، يوجد اسمين لسيارة الأجرة المشتركة هما غوروني وسوتراما ولهم نفس السعر.
منذ عام 2008، لا يوجد سلطة نقل مستقلة في باماكو، لكن نشاط سيارات الأجرة المشترك يمكن أن يقع تحت إدارة التنظيم والرقابة على النقل الحضري ويقصد به البلدية أو تحكم DRCTU.

#### المغرب
سيارة التاكسي المشترك في المغرب تعتبر أكبر سيارة أجرة هناك، تستخدم للتنقل بين المدن، لا تعمل بالعداد. سيارة الأجرة في المغرب من موديل مرسيدس بنز سيدان، كبيرة الحجم حيث تتسع لستة ركاب أو أكثر.

#### نيجيريا
في نيجيريا، سيارات الأجرة الصغيرة تسمى دانفو، بينما سيارات الأجرة الكبيرة تسمى مولي، تعمل كسيارة أجرة مشتركة. تسمى هذه السيارات أحيانا باسم بوليكايا، العديد منها يحمل شعارات وأقوال.
لدى لاغوس في نيجيريا منظمة مخصصة للنقل، وكالة النقل بمنطقة لاغوس الحضرية، تختص صلاحيات وكالة النقل بنشاط سيارات الاجرة المشتركة فقط، معظم المدن الكبرى في أفريقيا تمتلك منظمات نقل متماثلة.
تشمل النقابات في لاغوس الاتحاد الوطني لعمال الطرق والنقل.

#### رواندا

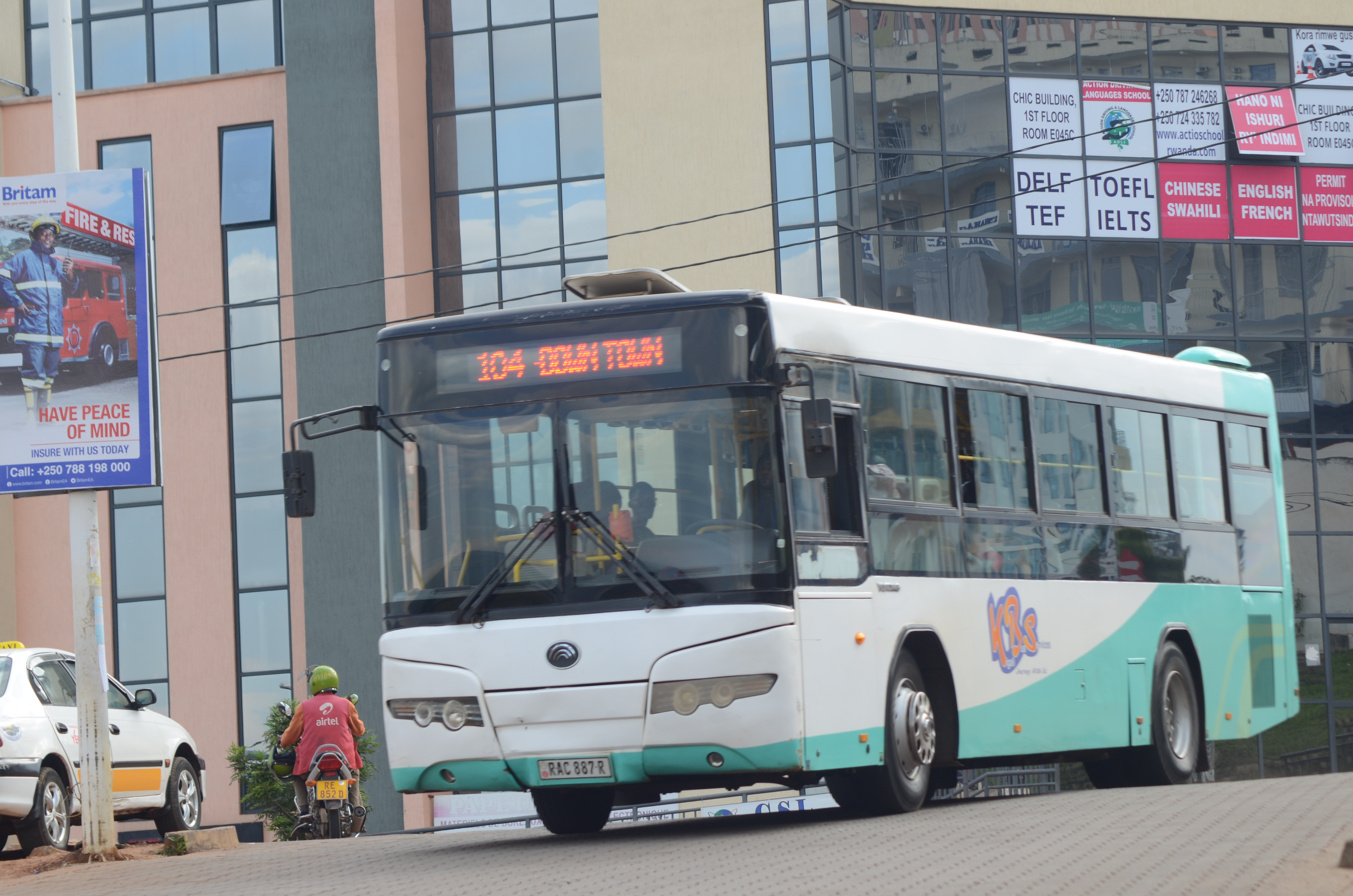
خدمات حافلات كيغالي في رواندا

في رواندا، تسمى سيارات الأجرة العامة باسم سيارات كوستر المشتركة، عند ملئ السيارة تقال عبارة محشو أو ممتلئ.
بداية من عام 2020، أصبحت نقابات رواندا في كيغالي تشمل رويال اكسبرس، خدمات سيارات كيغالي، RFTC جميعها تعمل في كيغالي، لدى كل مقاطعة شركتان تعملان هناك أيضا.

#### جنوب أفريقيا

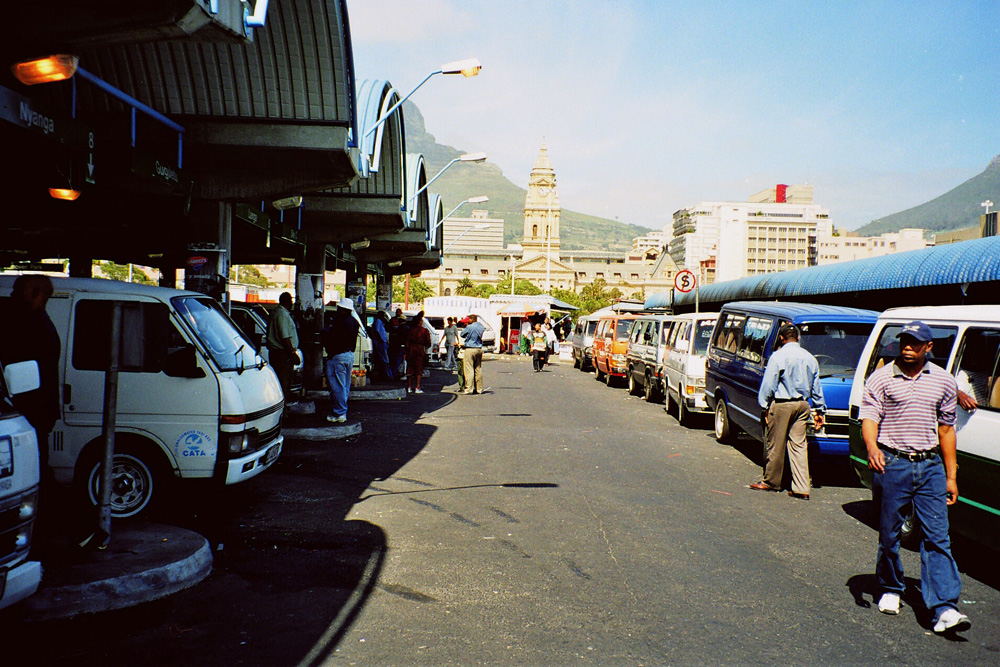
حافلة صغيرة في كيب تاون

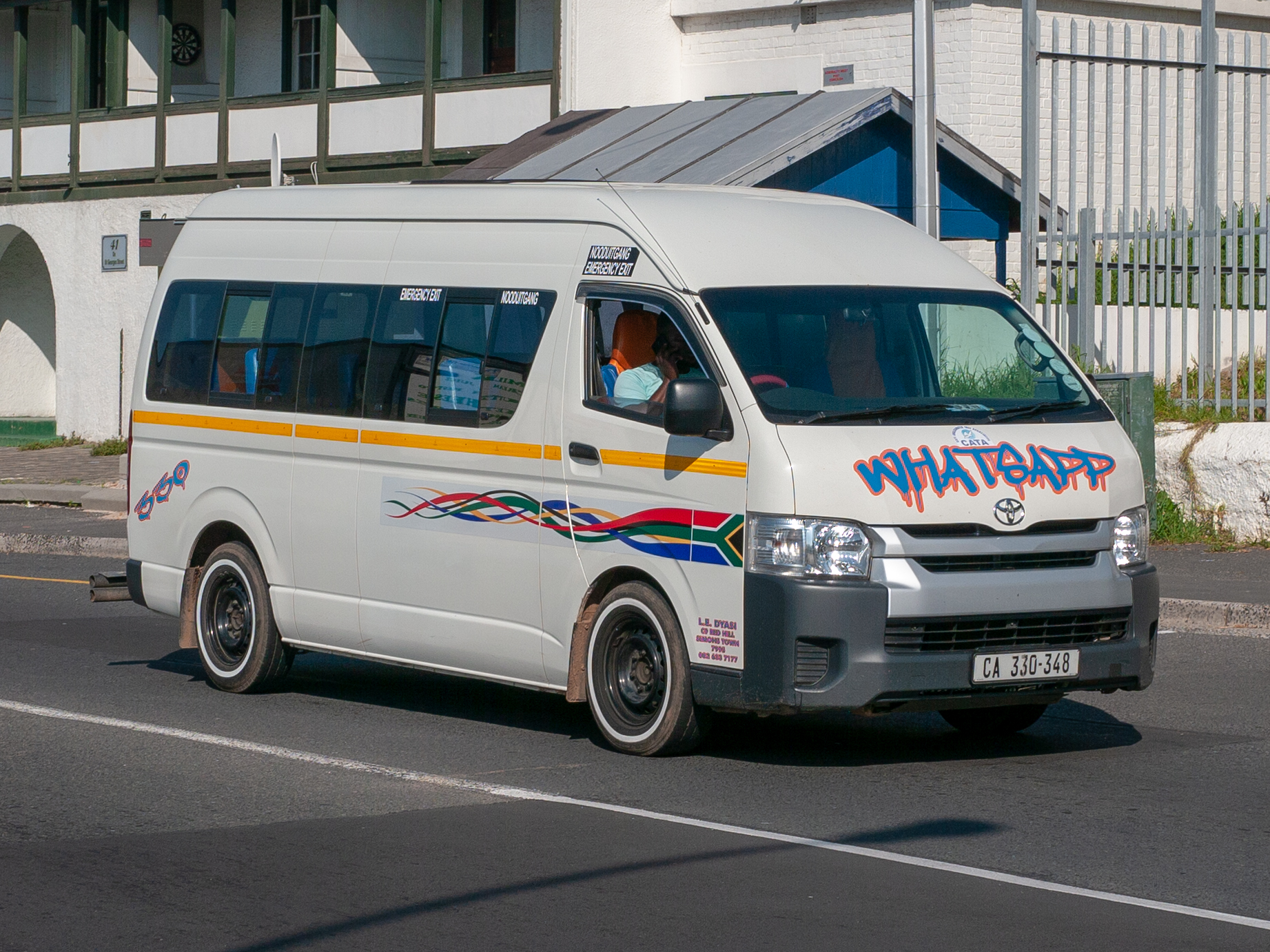
سيارة أجرة مشتركة من طراز تويوتا في كيب تاون

60 في المئة من سكان جنوب أفريقيا يستخدمون سيارات صغيرة مشتركة احيانا تعرف باسم كومبيس.
الكثير من هذه السيارات تكون غير آمنة وغير صالحة للسير وتكون محملة بشكل خاطئ وخطير.
في عام 1987، كانت صناعة سيارات الاجرة في جنوب افريقيا مراقبة ومنظمة للغاية. في عصر الفصل العنصري تم رفض تصاريح مشغلي سيارة الأجرة السوداء، كانت جميع عمليات سيارات الأجرة الصغيرة بطبيعتها غير قانونية.
بعد عام 1987، بسبب تحرير الصناعة، تم تشغيل سيارات الأجرة الصغيرة بعد ارتفاع الطلب على وسائل المواصلات، حرصا على جمع الأموال. اجتمع مشغلين سيارات الأجرة لتشغيل جمعيات محلية ووطنية. كانت الصناعة غير منظمة والهيئات الرسمية فاسدة إلي حد كبير، قامت هذه الجمعيات بتحديد الأسعار والمنافسة وعرض تكتيكات للعصابات، أيضا توظيف القتلة وحرب العصابات الشاملة، خلال ذروة الصراع، كان سائقي سيارات الأجرة يحملون بنادق رشاشة لإطلاق النار على سائقي سيارات الأجرة المنافسين وركابهم على مرمى البصر.
تحاول الآن حكومة جنوب افريقيا السيطرة على صناعة سيارات الاجرة الصغيرة الخارجة عن نطاق السيطرة وإعادة تنظيمها. وضعت الحكومة خطة إعادة رسملة، مدتها سبعة سنوات إلى جانب التشريعات الجديدة، لاستبدال السيارات القديمة والغير صالحة للطرق بسيارات أخرى جديدة وتتسع من 18 إلي 35 مقعد. تحمل سيارات الأجرة الصغيرة الجديدة علم جنوب إفريقيا على الجانب وهي أكثر اتساعا وأمانا بشكل ملحوظ.

#### تنزانيا

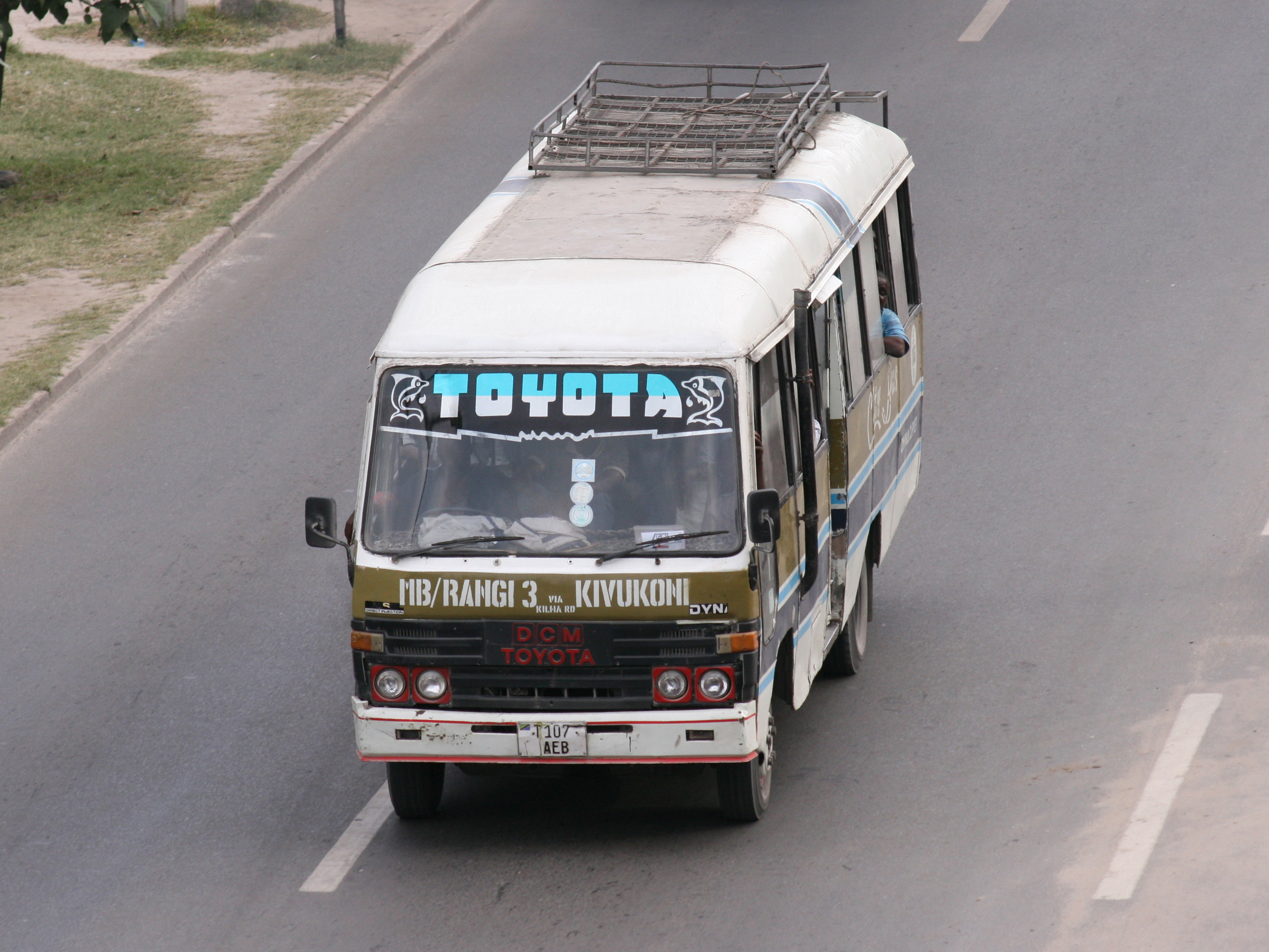
سيارة دالا دالا في دار السلام.

في تنزانيا، تستخدم سيارات الاجرة الصغيرة للتأجير، تشبه الباص ولكن أصغر حجما، يشار اليها باسم دالا دالا. تسير دالا دالا في مسارات ثابتة لتنقل الركاب من وإلى المواقع المركزية، تتوقف في منتصف الطريق لانزال شخص ما أو السماح له بالصعود إلى السيارة. قبل استخدام السيارات الصغيرة على نطاق واسع، كانت سيارة دالا دالا سيارة نموذجية عبارة عن سيارة صغيرة بها مقاعد موضوعة في صندوق السيارة.
في عام 2008، في دار السلام تواجدت أيضا خدمة السيارات الصغيرة.
يتم تشغيل سيارات الاجرة الصغيرة من قبل السائق والموصل، هذا النوع من السيارات يسمى مبيجا ديبي، يوجد بها حاوية صفيح سعتها أربعة جالون تستخدم لنقل البنزين أو الماء.
غالبا تكون طرق النقل العامة مزدحمة، يوجد لهذه السيارات مسارات مخصصة لها من قبل هيئة تنظيم النقل البري في تنزانيا، تشمل النقابات داركوبوا.

#### تونس

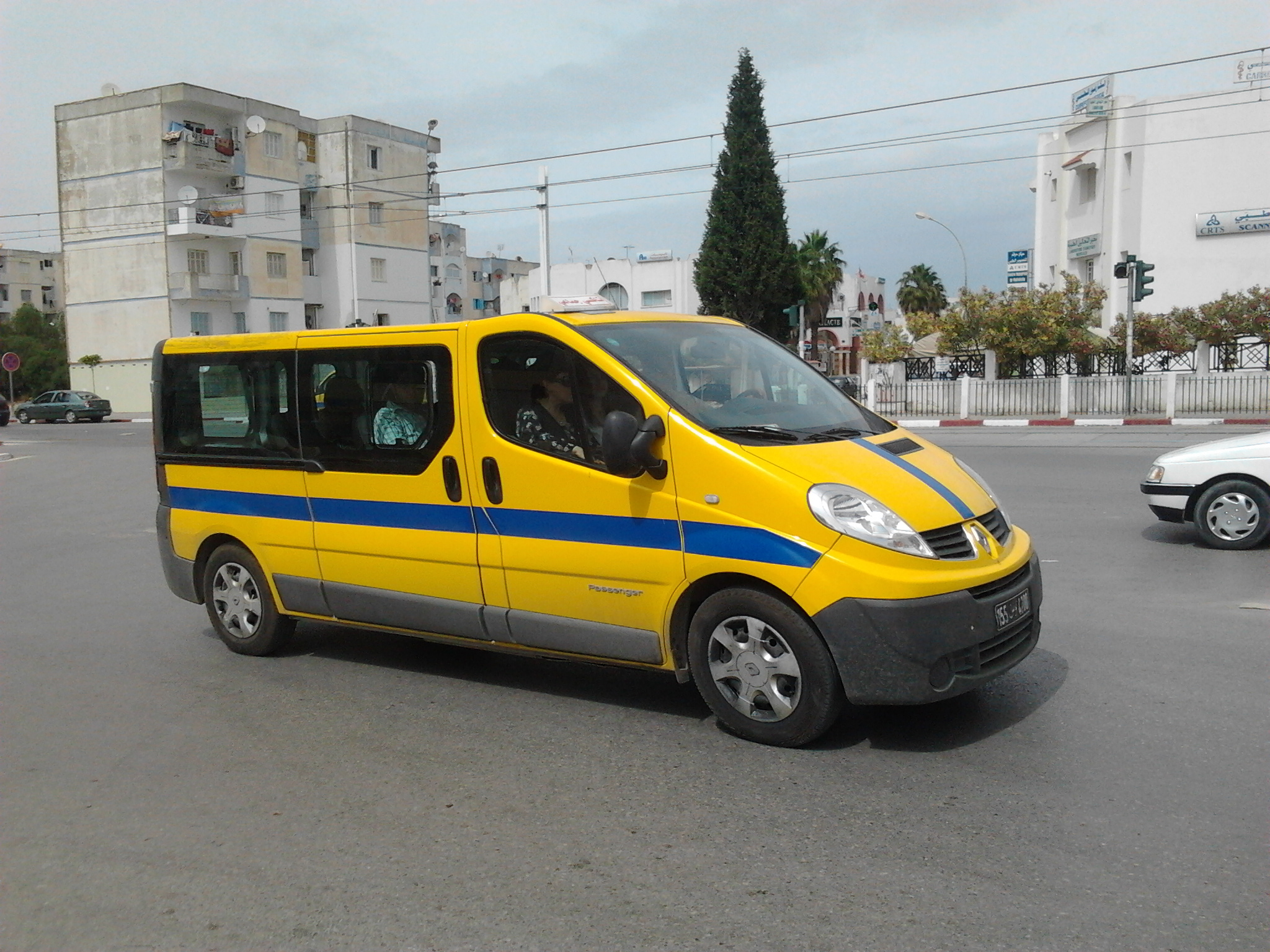
سيارة أجرة مشتركة في تونس.

تسمى سيارات الأجرة المشتركة في تونس باسم لواج، تتبع الطرق الثابتة والغير ثابتة، تغادر من المحطات عندما تكون ممتلئة. على الرغم من أن السيارات الصغيرة أو السيارات المدمجة من طراز ستيشن واجن، الا أنها تمكن الركاب من الصعود والنزول في أي وقت أثناء الرحلة، تساعد في التنقل بين البلدان والمدن.

#### غرب إفريقيا
في غرب إفريقيا يستخدم المصطلح كيا كيا في يوروبا لاند، منطقة الثقافة لشعب يوربا في غرب أفريقيا، للإشارة إلى سيارات النقل العام الصغيرة. مصطلح كيكي يعني سريع لدى شعب اليوربا.

### قارة آسيا

#### الصين
في البر الرئيسى للصين، في بعض المناطق من الطبيعي مشاركة سيارة الاجرة العادية مع ركاب آخرين ينتظرون على طول الطريق، مثل مدينة ينغكو.

##### هونج كونج

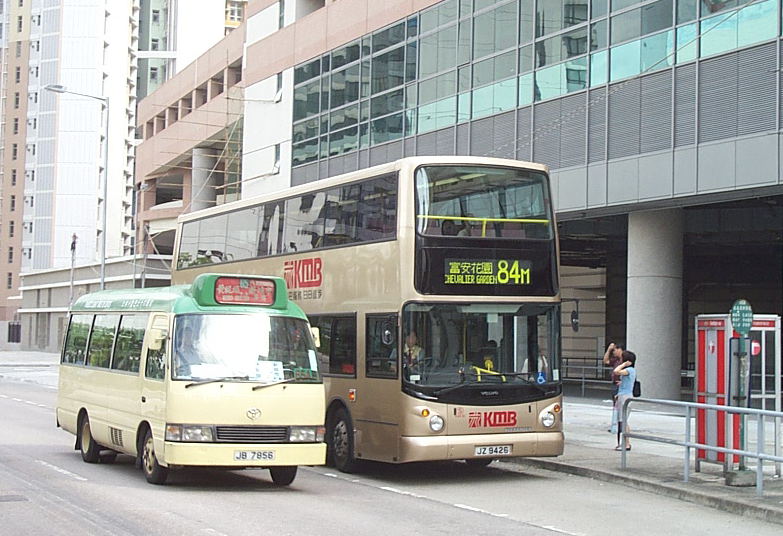
حافلة خفيفة عامة (يسار) وحافلة ذات طابقين (يمين) في هونغ كونغ.

في هونج كونج، تعمل سيارات الأجرة الخفيفة العامة المعروفة باسم الميني باص ((بالصينية: 公共小型巴士)) أو ماكسي كاب ((بالصينية: 小巴))، في المناطق التي لا تستطيع سيارات الاجرة التقليدية الوصول إليها أو لا تصل اليها بشكل متكرر.
دائما ما يقدم هذا النوع من السيارات حلا لمشكلة وسائل المواصلات حيث أنها أكثر كفاءة بالرغم من صغر حجمها وقدرتها الاستيعابية المحدودة، أغلى قليلا من السيارات القياسية، تحمل السيارات الصغيرة 19 راكب ولا يسمح للركاب بالوقوف.
يوجد نوعان من السيارات الصغيرة العامة الخفيفة، الأخضر والأحمر، كلاهما يحمل اللون الكريمي لجسم السيارة، لكن لون السقف الخارجي مختلف، كل لون يشير إلى نوع الخدمة التي تقدمها السيارة، حيث ان اللون الأخضر يشير إلى سيارة النقل العادية برقم ثابت وطريق ثابت وأجرة ثابتة، لكنها غير ثابتة في أماكن الوقوف. يشير اللون الأحمر إلى سيارة الأجرة المشتركة التي تعمل على طرق شبة ثابتة وغير منظمة، ينتظر السائق عدد محدد من الركاب للمغادرة، حيث يعتمد دخلة على الإيرادات.

#### قبرص
في قبرص، ترجع ملكية سيارات الأجرة للقطاع الخاص، تسافر إلى أماكن محددة وتستقبل ركاب إضافيين خلال الطريق.
منذ أكثر من 20 عاما وشركة ترافيل آند إكسبريس لخدمات سيارات الأجرة، هي خدمة سيارات الأجرة المشتركة المرخصة الوحيدة في جنوب قبرص.

##### قبرص التركية

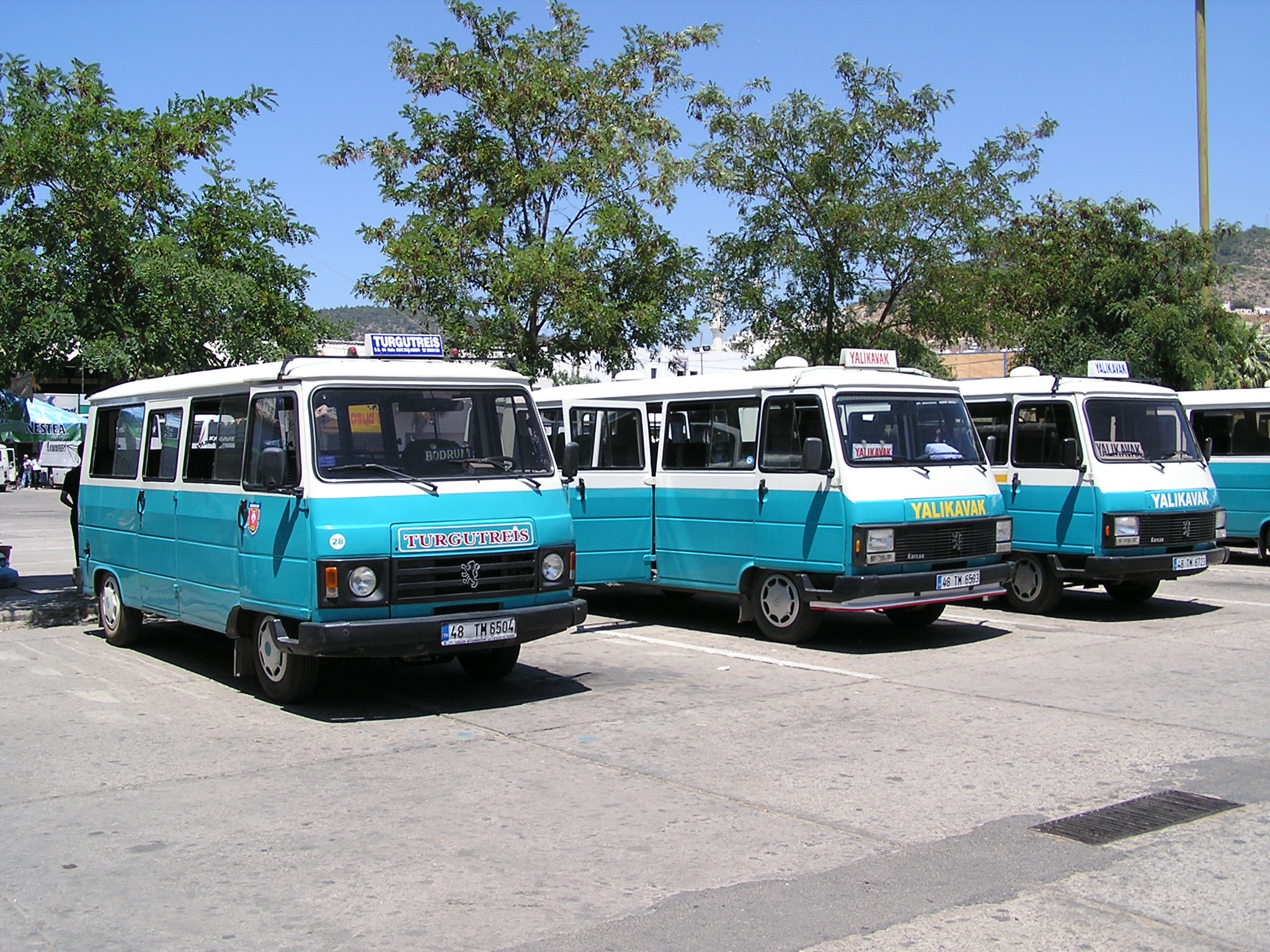
سيارة كارسان، بيجو جي 9، تعمل كسيارة أجرة مشتركة، في بودروم، تركيا

في منطقة شمال قبرص، التي تحكمها تركيا، تعرف سيارات الأجرة باسم دوملموش، تعمل على طرق محددة داخل وبين المدن، تعرض هذه السيارات الصغيرة مسارها الخاص على لافتات تلصق خلف الزجاج الأمامي.
بعض المدن فقط تسمح لسيارات دوملموش صعود الركاب ونزولهم في محطات محددة. كلمة دوملموش مشتقة من اللغة التركية وتعني ممتلئ أو محشو حيث لا تنطلق سيارات الأجرة المشتركة من المحطة إلا عندما تكون ممتلئة بالركاب، فوجئ زوار تركيا بسرعة سيارة دوملموش.
يتم الإشراف على السفر بين المدن وداخلها وعلى السيارات الصغيرة المملوكة للقطاع الخاص وسيارات الليموزين المرسيدس القديمة من قبل مؤسسة حكومية.
يصعد الركاب من أي مكان على طول الطريق، يمكن أن تضطر إلى اقناع السائق بالتوقف في الطريق أو المحطة النهائية أو المحطات الرسمية. في قبرص التركية تعرض سيارات دوملموش خط السير، لكنها لا تتبع جداول زمنية محددة.

#### الهند
بداية من اوائل السبعينات، تعمل سيارات الأجرة المشتركة في مومباي، الهند، خدمات سيارات الاجرة في مومباي تكون من نقطة إلى نقطة وتعمل خلال ساعات الذروة. يمكن أن تعمل في أي مكان على الطريق، يتم محاسبة الركاب بعدد الأمتار. في ساعات الذروة تقوم سيارات الأجرة بأخذ حمولة كاملة في الأماكن قليلة المواصلات. دائما تكون أماكن الالتقاء ثابتة، احيانا يتم تمييزها بعلامة تحمل كلمة تاكسي مشترك. تصطف سيارات الأجرة عادة في هذه المرحلة خلال ساعات الذروة.
احيانا يعرضون وجهتهم العامة على زجاج السيارة الأمامي، يدخل الركاب وينتظروا امتلاء السيارة، بمجرد أن تمتلئ السيارة تبدأ بالتحرك. تكون الاجرة ثابتة وأقل بكثير من الاجرة المحسوبة إلى نفس الطريق، لكنها أعلى من أجرة الحافلة أو القطار.
توجد مثل هذه الترتيبات غير الرسمية أيضا في مدن هندية أخرى. سيارات الجيب المشتركة هي شكل شائع من وسائل النقل في جبال الهيمالايا والولايات الشمالية الشرقية وأماكن أخرى.

#### إندونيسيا

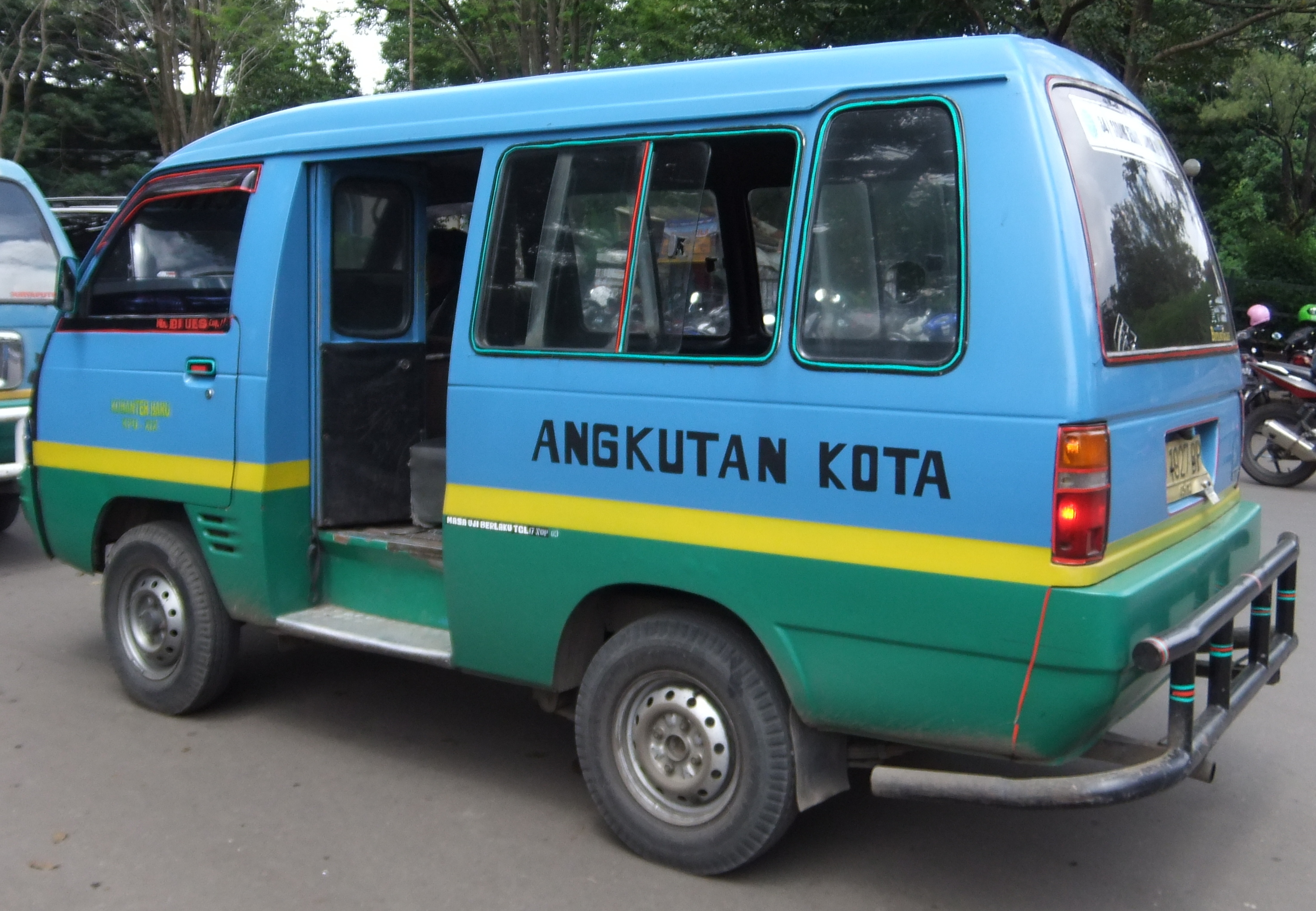
أنجكوت في باندونغ، جاوة الغربية

تعرف سيارات الأجرة في اندونيسيا باسم أنجكوت أو ميكروليت، سيارة أجرة مشتركة داخل المدينة تعمل في نطاق واسع مع حافلات صغيرة في جميع أنحاء البلاد. في بعض الأماكن تتواجد عربة بثلاث عجلات تسمى بيمو تشبه الريكشا الألية لكن تم التخلص منها تدريجيا.
النسخة القديمة من أنجكوت تسمى أوبلت. يختلف اسم وسيلة النقل من مقاطعة إلي مقاطعة أخرى في اندونيسيا، حيث يطلق عليها في جاكرتا اسم أنجكوت، في مدن أخرى مثل سولاويزي تعرف باسم ميكروليت ويختصر باسم ميكرو على نطاق واسع خاصة في مانادو. في ماكاسار تسمى بيت بيت، في مالانج تسمى أنغ كوتا، في ميدان تسمى سودوكو، في آتشيه تسمى لابي لابي.
تسلك السيارة مساراتها بدقة، يمكن للركاب إيقاف السيارة في أي مكان وفقا لوجهتها، لا يلزم التوقف عند محطة السيارات.

#### إيران

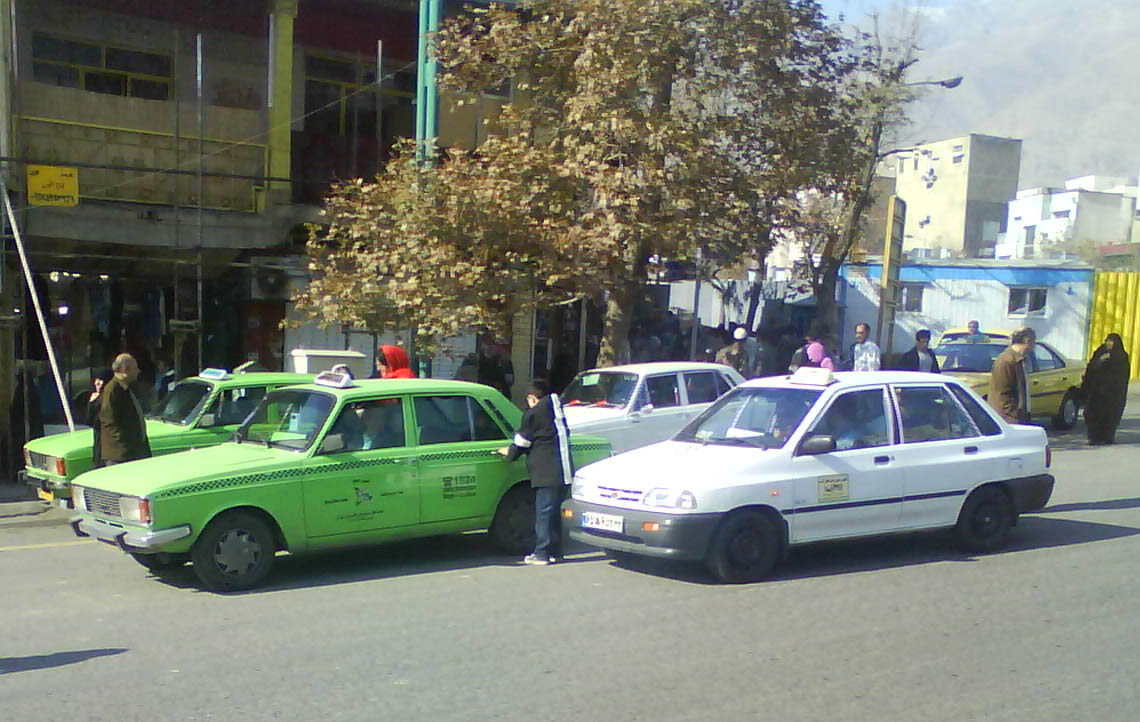
سيارات أجانس في طهران.

في إيران يطلق على سيارة الاجرة المشتركة اسم تاكسي، يطلق على تاكسي المشاركة اسم أجانس. يتشارك أربعة أشخاص في سيارة الاجرة، في بعض الأحيان لا توجد محطة انتظار وينتظرون في جانب الشارع ويعلنون وجهتهم لجميع سيارات الاجرة حتى يتوقف احدهم. هذا بالنسبة لسيارات الأجرة المشتركة اما إذا اراد شخص الحصول على سيارة أجرة غير مشتركة، يمكنه الاتصال بخدمة أجانس أو الانتظار إلى جانب الشارع وقول «دَرْبَسْت» (ت.ح. 'باب مغلق أو باب مقفل') مما يعني سيارة أجرة غير مشتركة فتستأجر السيارة بأكملها. هذا يعني أنه ليس مهتما بمشاركة التاكسي وبالتالي فهو مستعد لدفع المزيد مقابل الامتياز.
في السنوات الماضية كانت السيارات الصغيرة بسعة 18 راكب، في الوقت الحالي سيارات الاجرة بسعة 10 ركاب، يوجد العديد من أنواع النقل المشترك في إيران.

#### إسرائيل
في العبرية (بالعبرية: שירות‏) مونيت شيروت מוניות שירות، كلمة بمعنى الخدمة، تستخدم للإشارة إلى الحافلات الصغيرة أو السيارات الصغيرة التي تعمل كسيارات أجرة مشتركة في إسرائيل، يمكن الصعود اليها من أي مكان على الطريق، يتبعون طرق ثابتة، غالبا يغادرون من المحطة الأولى فقط عند امتلاء السيارة.
تعمل مونيت شيروت داخل وبين المدينة، يتم الدفع عن طريق تمرير الأموال إلى السائق في سلسلة بشرية، شكلها الركاب الجالسون من قبل. يتم عودة الباقي إلى الشخص بنفس طريقة الدفع. داخل المدينة تتنافس سيارات الأجرة مع الحافلات الرسمية، عادة ينسق السائقون سفرهم عن طريق الراديو حتى يتمكنوا من الوصول إلى محطة الحافلات قبل حافلات النقل العام واستقبال معظم الركاب.

#### الفلبين

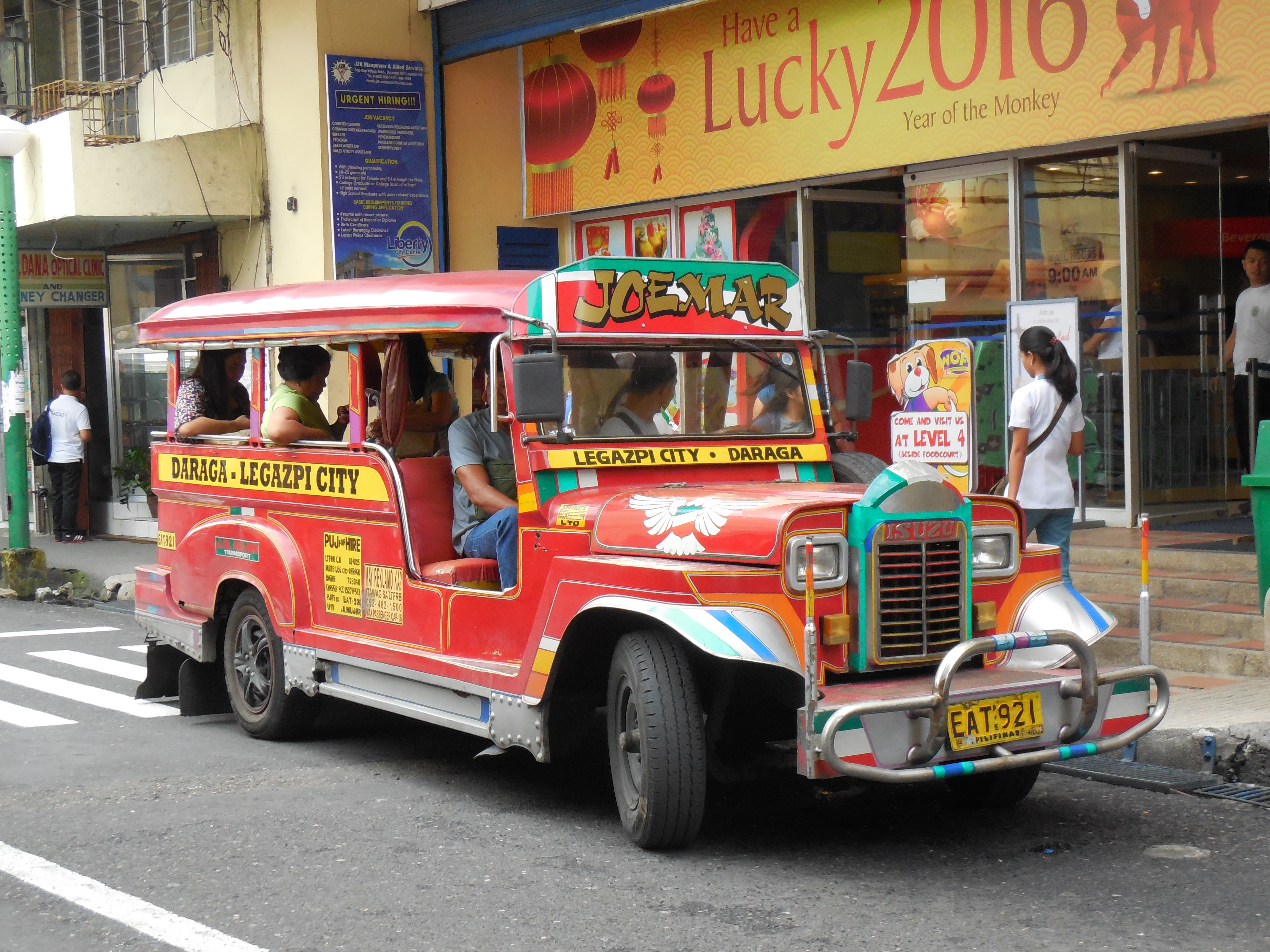
سيارة جيب في الفلبين

سيارات الجيب، أكثر وسائل النقل انتشارا في الفلبين منذ عام 2007، صنعت سيارات الجيب في الأصل من سيارات الجيب العسكرية الأمريكية المتبقية من الحرب العالمية الثانية، معروفة بألوانها وزخارفها البراقة. يتم صناعة سيارات الجيب اليوم من قبل متاجر الهياكل المحلية من عدد قليل من الشركات المصنعة الفلبينية، تكون الشركات في معظم الحالات مجهزة بـفائض من محركات سيارات الدفع الرباعي اليابانية أو الشاحنات الخفيفة المستخدمة، قطار القيادة، يتم الحصول على المكونات من السيارات المعاد تدويرها في اليابان.
لم يتغير متاجر الهياكل المحلية كثيرا منذ عملهم في فترة ما بعد الحرب، حتى في مواجهة زيادة الوصول إلى السيارات مسبقة الصنع، مثل الحافلات الصغيرة. نظرا لبرنامج تحديث السيارات العامة التابع للحكومة، يجب أن تكون سيارات الجيب وغيرها من وسائل النقل مطابقة للمعايير الوطنية الفلبينية الأحدث التي تتوافق أكثر مع المعايير الدولية.
يوجد في سيارات الجيب القديمة مدخل في الخلف، هناك مساحة لشخصين بجوار السائق، يجب ان تكون ابواب سيارات الجيب الحديثة على الجانب الأيمن من السيارة، تم تجهيز الكابينة الخلفية لسيارة الجيب بمقعدين طويلين على طول جانبي السيارة، يقوم الأشخاص الجالسين بالقرب من السائق بتمرير أجرة الركاب الجدد إلى السائق والتغيير مرة أخرى. نقطة البداية والنهاية لطريق سيارات الجيب هي نقطة واحدة وهي محطة الجيب، حيث يوجد نظام انتظار، لذا يتم ملء سيارة واحدة فقط تسير في طريق معين في كل مرة، يقوم سائق السيارة بجمع المال وملء السيارة بأكبر سعة من الركاب لتكون مريحة.
يغادر سائقي سيارات الجيب المحطة عند ملء السيارة ويتوقفون عند حشد من الركاب، يمكن للركاب النزول في أي وقت، تقوم سيارات الجيب برحلات ثابتة، ربما تكون عرضة للتغيير مع مرور الوقت. تحتاج الشركات الجديدة إلى موافقة هيئة تنظيم النقل الفليبينية.
هناك سيارة أجرة أخرى مشتركة شائعة أيضا في الفلبين وهي يو في اكسبرس التي تستخدم هياكل ال إم بي في والسيارات الصغيرة لتكوينها. تتسع هذه السيارات من 10 إلى 18 شخصا. منذ عام 2013، تتقاضى 2 بيزو فلبيني إضافي لكل كيلومتر.

#### تايلاند
تعرف سيارات الاجرة المشتركة في تايلاند باسم صفان أو باهت، تستخدم في تايلاند ولاوس، هي أكبر سيارة أجرة مشتركة في تايلاند.

#### فلسطين
يطلق على سيارة الأجرة المشتركة في فلسطين تاكسي الخدمة، تستخدم الحافلات الصغيرة بدلا من السيارات الصغيرة، سيارات فورد ترانزيت هي وسيلة النقل الشائعة، مما أدى إلى استخدام العلامة التجارية العامة فورد وفوردات لوصف الحافلات الصغيرة من مختلف الماركات، لتحل محل سيارات مرسيدس سيدان القديمة.

### أوقيانوسيا

#### نيوزيلندا

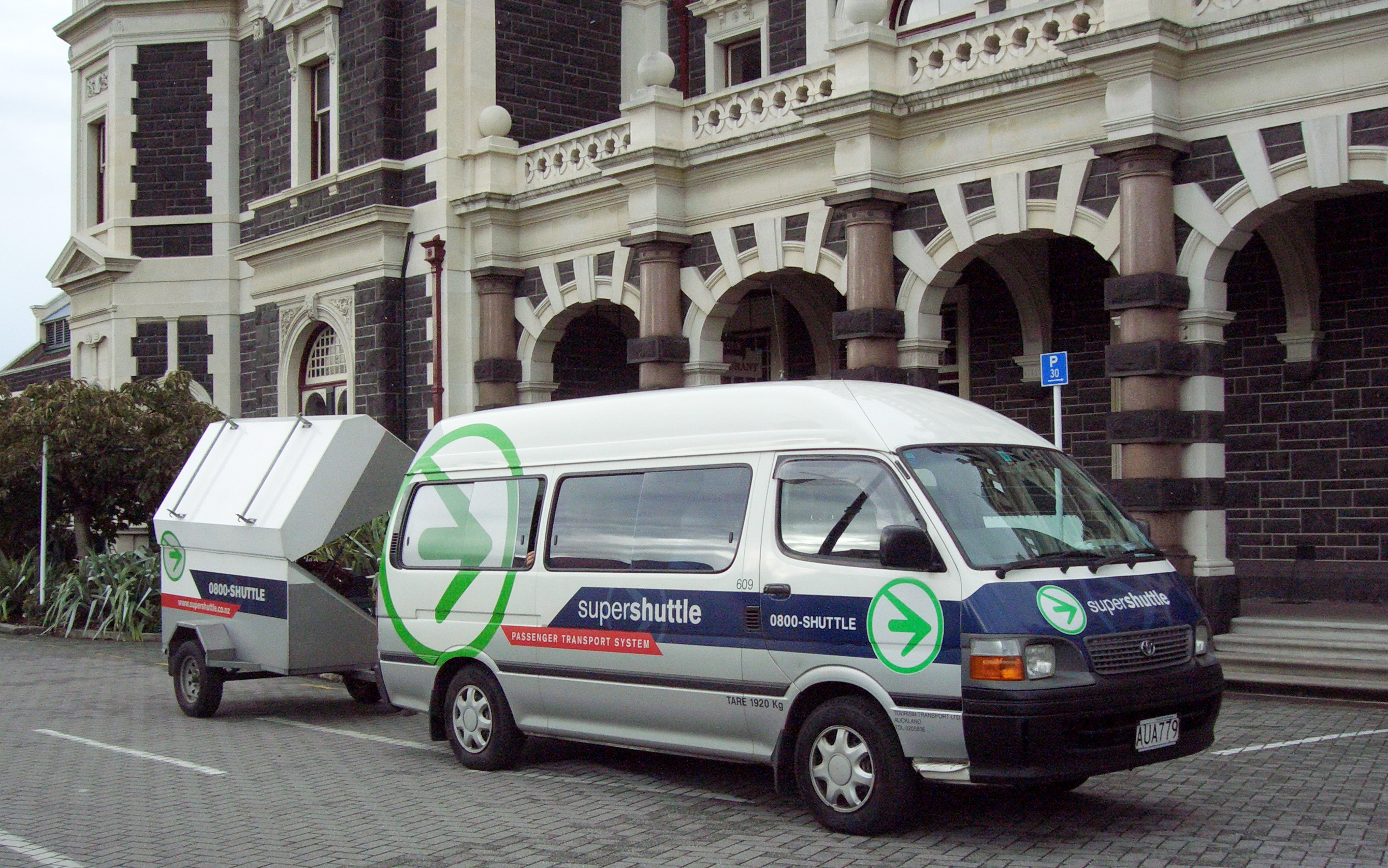
حافلة نقل إلى مطار دنيدن الدولي راكبًا في محطة سكة حديد دنيدن في نيوزيلندا

في نيوزيلندا، كانت أولى خدمات السيارات المنتشرة هي خدمات سيارات الأجرة المشتركة التي أطلق عليها اسم سيارات الخدمة. بحلول عام 1930، أصبح هناك 597 سيارة خدمة من طراز هدسون سوبر سيكسز، في عام 1928، استحوذت شركة خدمات طرق السكك الحديدية في نيوزيلندا على صناعة سيارة هدسون سوبر سيكسز.
يشار إلى سيارات الأجرة المشتركة في نيوزيلندا في الوقت الحاضر باسم الحافلات أو سيارات النقل المكوكية.
تتوفر الحافلات أو السيارات المشتركة في العديد من البلدان المتقدمة التي تربط بين الطرق المتكررة، مع فرض رسوم ثابتة على كل راكب. الحالة الأكثر شيوعا هي الاتصال بين المطار ومواقع المدينة المركزية. غالبا ما تعرف هذه الخدمات باسم خدمات النقل المكوكية. تستخدم هذه الخدمات عادة سيارات أصغر من الحافلات العادية، غالبا ما تعمل عند الطلب.
يمكن للمسافر الجوي الاتصال بشركة النقل عبر الهاتف أو الإنترنت، ليس من الضرورة الاتصال مقدما، تضمن الشركة توفير مكوك دون تأخير غير معقول. ترتبط السيارة عادة بمطارا واحدا، العديد من الفنادق الكبيرة أو العناوين في منطقة محددة من المدينة. يوفر المكوك الكثير من الراحة أكثر من سيارة الأجرة العادية، على الرغم من أنها تستغرق وقتا أطول، بسعر أقل بكثير لراكب واحد أو اثنين. الخدمات المجدولة بين المطار والفندق، التي يديرها الفندق عادة، تسمى أيضا خدمات النقل المكوكية.
في كثير من الحالات، يخاطر مشغل المكوك بعدم وجود عدد كاف من الركاب لجعل الرحلة مربحة، في حالات أخرى، يوجد حد أدنى للرسوم عندما لا يكون هناك عدد كاف من الركاب.
عادة ما تكون هناك لوائح تغطي المركبات والسائقين، في نيوزيلندا بموجب لوائح NZTA، يسمح للمكوك بأن يحتوي على ما يصل إلى أحد عشر مقعدا للركاب فقط، ويجب أن يحصل السائق على موافقة الركاب على رخصة قيادته.

### أوروبا

#### إستونيا
سيارات الاجرة المشتركة في تالين عاصمة إستونيا، تسمى لينيتاكسو أو مارسروتاكسو أو تاكسوبس أو ميكرووتوبوس اعتمادا على اللغة، تعمل هذه السيارات الصغيرة في طرق ثابتة وتسمح للركاب بالنزول في أي وقت.

#### اليونان
في أثينا، اليونان كانت معظم سيارات الأجرة عبارة عن سيارات أجرة مشتركة، ولكن منذ انضمام البلاد إلى الاتحاد الأوروبي بدأ هذا التقليد في الاختفاء.

#### الاتحاد السوفيتي السابق

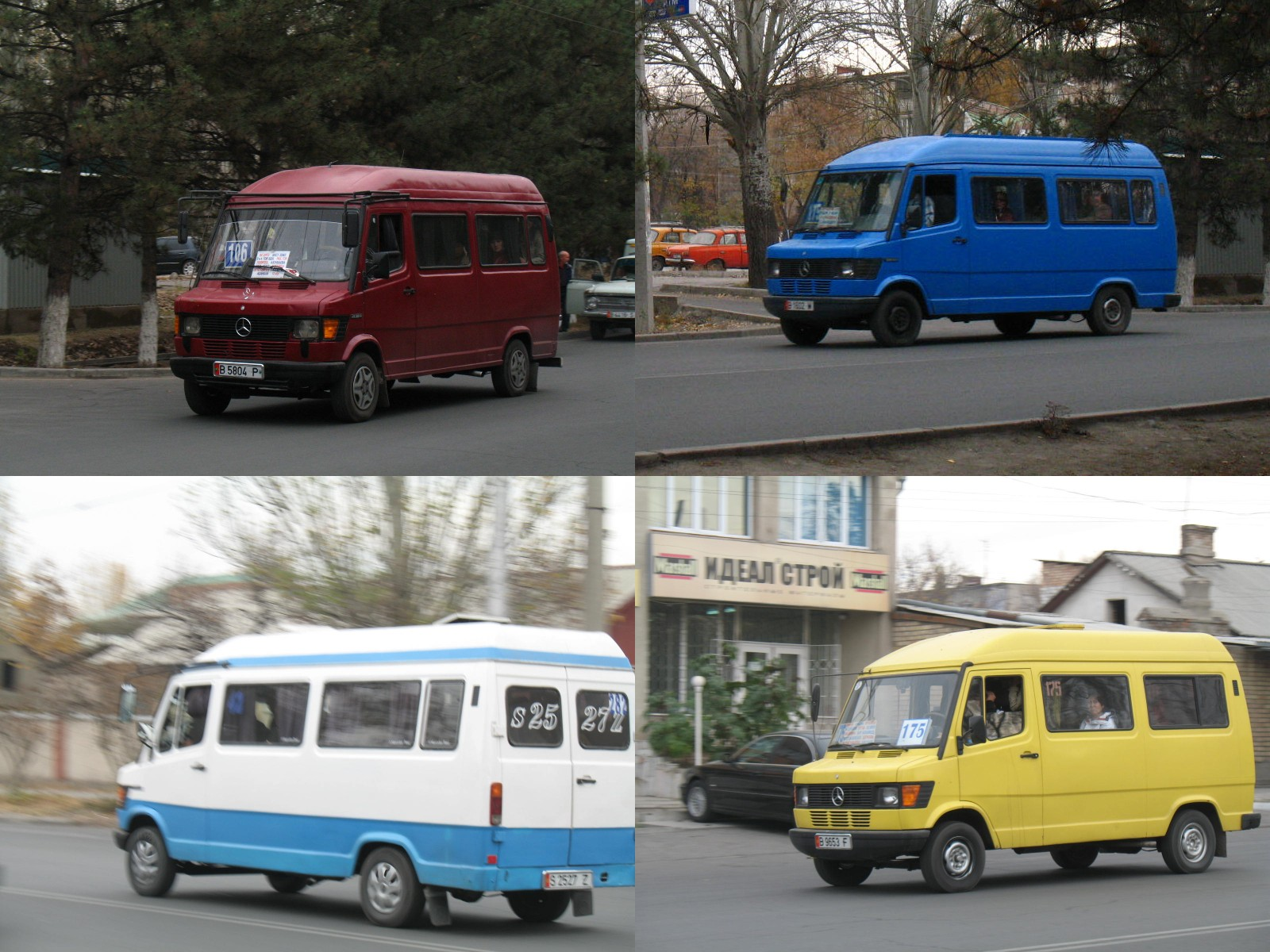
أربعة سيارات مارشروتكا في بيشكك، قرغيزستان.

مارشروتكا أو مارشروتنو تاكسي هي سيارات أجرة مشتركة موجودة في أوروبا الشرقية وجمهوريات الاتحاد السوفيتي السابقة، تسلك السيارات نسارات محددة، تغادر عندما تكون جميع المقاعد ممتلئة، اجورها أعلى من أجور الحافلات. يمكن للمسافرين ركوب مارشروتكا في أي مكان على طول الطريق إذا كانت هناك مقاعد متاحة.
تدفع الأجور قبل مغادرة المارشروتكا، عن طريق الركاب المجاورين للسائق ومسؤولون عن تسليم أجرة الركاب الآخرين وتجاوز التغيير.

#### ليتوانيا
في ليتوانيا، تسمى سيارات الأجرة المشتركة سيارة أجرة مكوكية.

#### هولندا
إلى جانب سيارة ديلتاكسي التقليدية توجد سيارات ترنتاكسي في بعض البلدان الهولندية، يتم تشغيلها نيابة عن السكك الحديدية الهولندية، تعمل من وإلى محطات السكك الحديدية ويتم مشاركة الرحلة مع ركاب إضافيين يتم انتقاؤهم على طول الطريق. يمكن شراء التذاكر من مكاتب تذاكر السكك الحديدية أو من سائق سيارة الأجرة، يجب طلب سيارات الأجرة عبر الهاتف ما لم تصعد إلى محطة سكة حديد.

#### إنجلترا
في عام 2018، أطلقت شركة اريفا خدمة سيارات الأجرة المشتركة، حيث سيارة أريفا في ليفربول وسيارة وسيتنج بورن وكنت ساينس بارك في المملكة المتحدة.

#### إيرلندا الشمالية
في بعض المدن في إيرلندا الشمالية، في مناطق معينة في باليمينا وبلفاست وديري ونيوري، تعمل خدمات سيارات الأجرة المشتركة باستخدام عربات هاكني وتسمى سيارات الأجرة السوداء. تم تطوير هذه الخدمات خلال فترة الاضطرابات حيث كانت خدمات الحافلات العامة غالبا ما تنقطع بسبب أعمال الشغب في الشوارع. ترتبط مجموعات سيارات الأجرة ارتباطا وثيقا بالمجموعات السياسية التي تعمل في المناطق الكاثوليكية مع شين فين، تلك الموجودة في المناطق البروتستانتية مع الجماعات شبه العسكرية الموالية وأجنحتها السياسية.
تكون الأسعار تقريبية بين السيارات الخاصة وخدمات الحافلات التي تديرها ترانسلينك على نفس المسار. عادة ما تكون ترددات الخدمة أعلى في خدمات الحافلات، خاصة في أوقات الذروة، على الرغم من أن السعات المحدودة تعني أن الركاب الذين يعيشون بالقرب من المحطة قد يجدون صعوبة في العثور على سيارة أجرة سوداء مع مقاعد متاحة في ساعة الذروة.

### أمريكا الشمالية

#### بربادوس
يتم تقديم خدمة ZRS لمعظم مناطق باربادوس، بالإضافة إلى خدمة الحافلات التي تديرها الحكومة.

#### جمهورية الدومينيكان
في جمهورية الدومينيكان، تسلك هذه السيارات المملوكة للقطاع الخاص طرق ثابتة بدون توقف، يتم تقاسم الرحلة بين الركاب.
تنصح وزارة الشؤون الخارجية والتجارة الدولية الكندية بعدم السفر إلى جمهورية الدومينيكان بالسيارات العامة، لأن القيام بذلك يجعل الركاب أهدافا للسطو، لأن سيارات الأجرة معروفة بأنها تتجاهل قوانين المرور، غالبا ما تؤدي إلى حوادث خطيرة تنطوي على إصابات واحيانا الموت، تحذر وزارة الخارجية الأمريكية من أن استخدامها ملئ بالمخاطر، حيث يتم انتقاء جيوب الركاب، في بعض الأحيان يتعرضون للسرقة من قبل السائقين.

#### هايتي

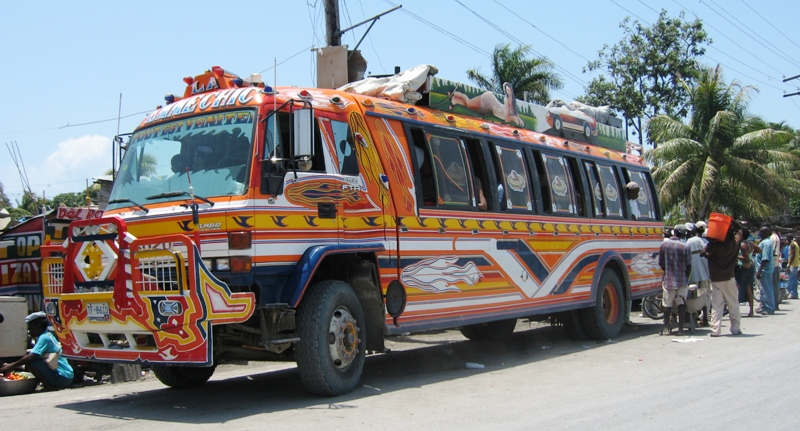
سيارة تاب تاب من هايتي.

الحافلات الملونة أو سيارات نصف النقل وسيارات الصالون القديمة وسيارات التابتابس، تعمل كسيارات أجرة مشتركة في هايتي.
سيارات التابتابس مملوكة ملكية خاصة ومزينة بشكل جميل، يتبعون طرقا ثابتة، لا تغادر حتى تمتلئ بالركاب، العديد منها يتميز بألوان برية وصور لأشخاص مشهورين، تغطى النوافذ بأغطية خشبية معقدة ومقطعة يدويا، غالبا يتم تلوينها بأسماء وشعارات دينية، يمكن للركاب النزول في أي وقت من الرحلة، يشير اسم التابتابس إلى الحركة السريعة.
تعمل في الاماكن العامة على طرق ثابتة وتنقل ركاب اضافيين على طول الطريق.
تنصح وزارة الشؤون الخارجية والتجارة الدولية الكندية بعدم استخدام أي شكل من أشكال وسائل النقل العام في هايتي، إلا أنها تحذر من السفر عبر النقل على وجه الخصوص. كما تحذر وزارة الخارجية الأمريكية المسافرين من استخدام التابتابس، لأنهم غالبا ما يكونون محملين بشكل زائد، غير صالحين ميكانيكيا، وقيادتهم غير آمنة.

#### سانت لوسيا
في سانت لوسيا، تستخدم سيارات تويوتا هايس في النقل العام، يطلق عليها اسم ويتشس.

#### كندا
في كيبيك، يطلق على سيارات الأجرة المشتركة اسم جيتني أو سيارات الأجرة الجماعية. يتم تشغيلها بواسطة مقاولين من الباطن لصالح سلطات النقل المحلية، تعمل على طرق ثابتة.
في مدينة مونتريال، تكون الأجرة مساوية لأجرة الحافلة المحلية، احيانا لا يتم قبول النقد والتحويلات.
يقبل فقط تذاكر شركة نقل لونغوي وتذاكر RTL العادية وبعض تصاريح شبكة النقل الحضرية.

#### غواتيمالا
في غواتيمالا، تكون الحافلات الصغيرة هي سيارات الأجرة، تحمل الركاب وتنزلهم على طول الشوارع الرئيسية.

#### الولايات المتحدة الأمريكية

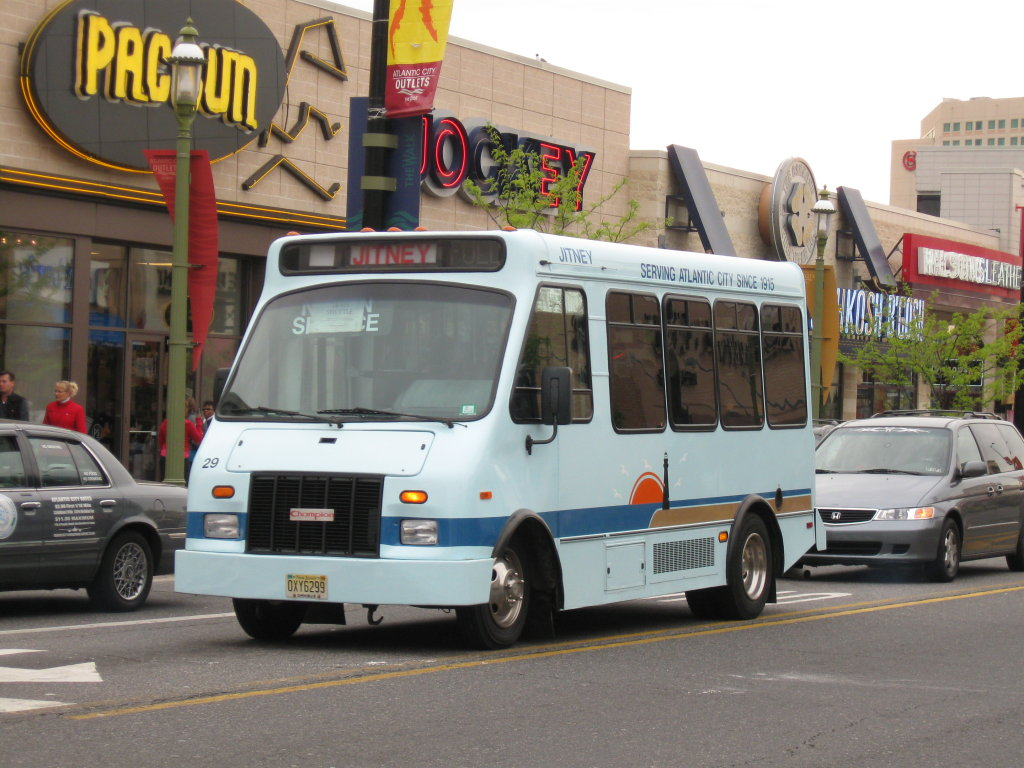
جيتني في أتلانتيك سيتي، الولايات المتحدة عام 2008

جيتني هو مصطلح باللغة الإنجليزية الأمريكية يشير في الأصل إلى ايجار سيارة بين سيارة أجرة وحافلة. هي سيارة ذات سعة صغيرة تسلك طرق قاسية، لكنها يمكن أن تخرج قليلا عن طريقها لالتقاط الركاب وانزالهم. في العديد من المدن الأمريكية مثل بيتسبرغ وديترويت، يشير مصطلح جيتني إلى سيارة أجرة غير مرخصة.
يأتي الاسم من مصطلح عامي قديم لقطعة نيكل بخمسة سنتات في الولايات المتحدة. كانت الأجرة الشائعة للخدمة عند استخدامها لأول مرة هي خمسة سنتات، لذلك عرفت باسم الكابينة ذات الخمسة سنتات أو كابينة جيتني بالسعر الذي تم تحصيله.
في رود آيلاند، تستخدم لوحة ترخيص جيتني لجميع الحافلات العامة، حتى للحافلات الكبيرة.
بينما أصبحت جيتني شائعة إلى حد كبير في العديد من البلدان الأخرى، مثل الفلبين، ظهرت لأول مرة في الولايات المتحدة وكندا. في عام 1914، تم تشغيل أول سيارة جيتني أمريكية في لوس أنجلوس، كاليفورنيا. بحلول عام 1915، كان هناك 62000 سيارة جيتني على مستوى البلاد. اللوائح المحلية التي طالبت بها شركات الترام، قتلت جيتني في معظم الأماكن. بحلول نهاية عام 1916، تبقى 6000 جيتني فقط. بالمثل في فانكوفر، كولومبيا البريطانية، كندا، في عشرينيات القرن الماضي، تنافست جيتني بشكل مباشر مع احتكار الترام الذي يعمل على الطرق نفسها مثل سيارات الترام، لكن جيتني كانت تتقاضى أجورا أقل. تمت الإشارة إلى السائقين باسم رجال جيتني. لقد كانوا ناجحين لدرجة أن حكومة المدينة حظرتهم بناء على طلب مشغلي الترام.
منذ أزمة النفط عام 1973، التراجع في منتصف القرن العشرين في خدمة النقل، عادت جيتني إلى الظهور في بعض مناطق الولايات المتحدة، لا سيما في المناطق الداخلية للمدينة التي كانت تخدمها سيارات الترام والحافلات الخاصة. الزيادة في أسعار الحافلات يؤدي إلى استخدام جيتني. تم تشجيع تحرير جيتني من قبل الاقتصاديين الحضريين التحرريين، مثل ريتشارد إبستين من جامعة شيكاغو، جيمس دن من جامعة روتجرز، بيتر جوردون من جامعة جنوب كاليفورنيا، كبديل أكثر ملائمة لسوق النقل العام. أدت المخاوف بشأن الأسعار والتزامات التأمين وسلامة الركاب إلى إبقاء الدعم التشريعي لشركة جيتني نظيفا وبلا خوف. لكن في مدينة نيويورك وشمال نيوجيرسي، يتم تنظيم جيتني المعروفة باسم سيارات الدولار بسبب قلة اجورها.
تمتلك ميامي شبكة جيتني الأكثر شمولا في البلاد، بسبب تأثير ثقافة منطقة البحر الكاريبي. في أتلانتا تمتد جيتني على طول طريق بوفورد السريع.
في مدن المحيط الأطلسي، تدير شركة ACJA خدمة جيتني، تسافر عبر الطرق الرئيسية للمنازل الريفية الصغيرة. يخدم أحد الطرق أيضا مجموعة جديدة من المنازل الريفية الصغيرة الواقعة غرب مدن المحيط الأطلسي.
في عام 2009، بدأت هيوستن ويفز أول خدمة جيتني في هيوستن منذ 17 عام في العمل. وقد توسعت إلى شبكة من الحافلات التي تعمل داخل 610 حلقة وإلى جميع أماكن في هيوستن.
كاروس بيبليكوس هي سيارات الأجرة العامة المشتركة في بورتوريكو، حددت كاروس بيبليكوس مسارات العديد من الركاب الذين يتشاركون الرحلة، وآخرين صعدوا أثناء الرحلة.
يتم تنظيم الصناعة من قبل لجنة الخدمة العامة في بورتوريكو.
هذه السيارات تنتقل بين المدن لكنها غير متاحة للرحلات الطويلة عبر الجزر. يوجد محطات داخل بعض المدن، تتجمع كاروس بيبليكوس في أماكن محددة حول المدينة.

#### المكسيك
يوجد بعض الطرق التقليدية في المكسيك لا يمكن أن تسير فيها حافلات الحجم العادي والميني باص التقليدية، بسبب ارتفاع الطريق والشارع وصغر عرض الشارع بالنسبة لحجم الحافلات، لكن يتم تنظيمها حسب الولاية والمدينة في البلد.

### أمريكا الجنوبية

#### الأرجنتين
من أواخر عشرينيات القرن الماضي حتى خمسينيات القرن الماضي، عملت كوليكتيفوس كسيارة أجرة مشتركة في بوينس آيرس بالأرجنتين عندما تم دمجها في نظام النقل العام. ظلت السيارات المعروفة باسم كوليكتيفوس تعمل في جميع أنحاء البلاد، منذ فترة طويلة أصبح يصعب تمييزها عن الحافلات.

#### تشيلي وبيرو وغواتيمالا

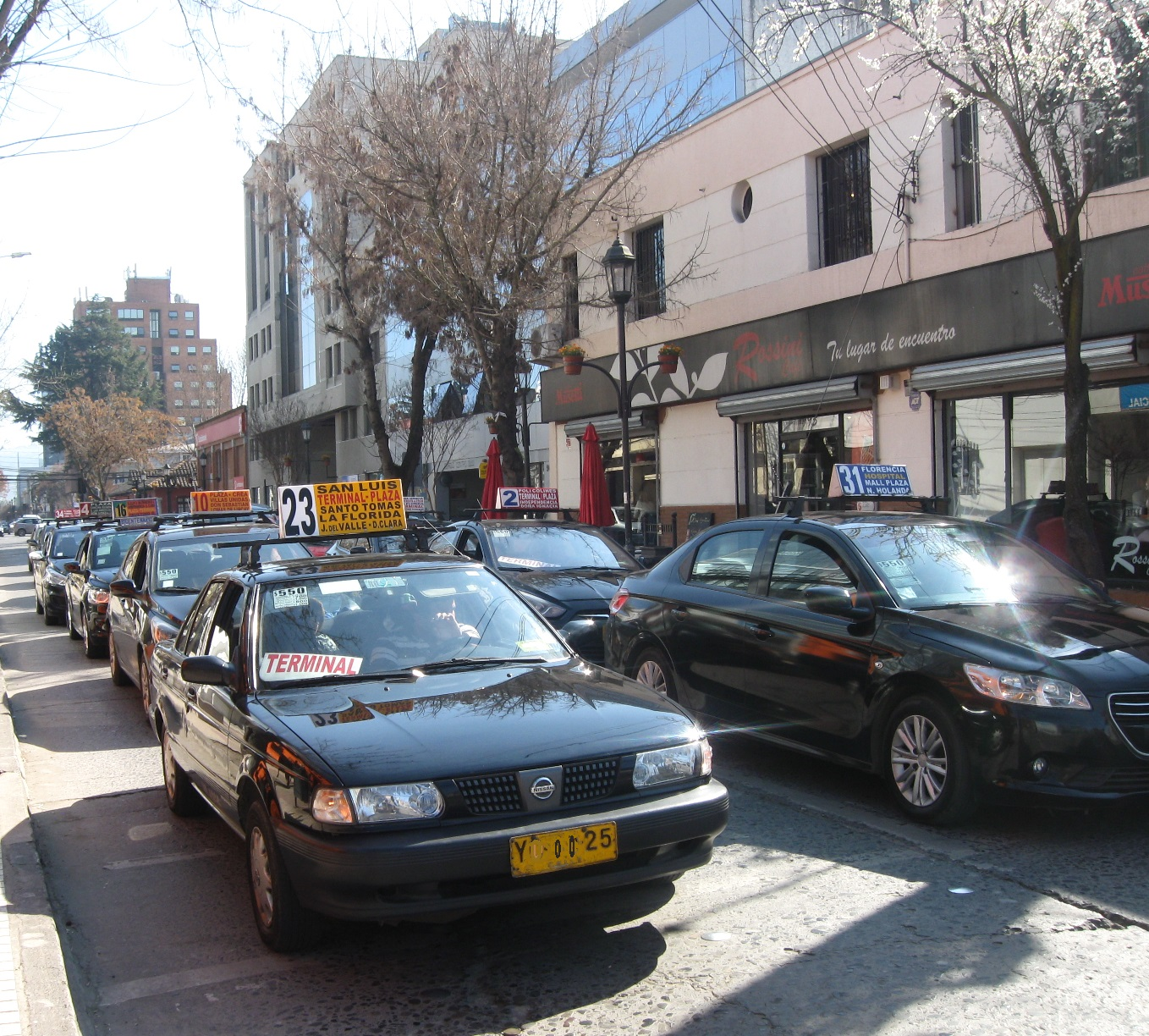
سيارات الأجرة في تشيلي

سيارات الأجرة في المكسيك تكون مخصصة لسد فجوات وسائل النقل العام العادية، يعمل العديد منها بين المدن وفي الطرق المحلية. في معظم المناطق الريفية في المكسيك تكون كوليكتيفوس هي وسيلة النقل العامة الوحيدة.
في بعض الحالات تقوم سيارات الاجرة المشتركة أو التاكسي بنقل البضائع كما تقوم بنقل الركاب. كثيرا ما يتم تطوير طريق سيارات الأجرة المشتركة المستخدمة إلي طرق نقل عامة منظمة للميكروباص، كما يحدث في مكسيكو سيتي وليما.
خدمات تقوم على التكنولوجيا الحديثة.

## النقل الجماعي
توفر خدمات النقل الجماعي المعروفة باسم انظمة النقل المستجيبة للطلب في المملكة المتحدة خدمات النقل المشتركة في المواقف التي لا يوجد بها خدمات مجدولة قابلة للتطبيق. في الماضي كان يجب حجز هذه الخدمات قبل يوم واحد، بعد ظهور انظمة الاتصالات الحديثة، أصبح الوصول اليها بكل سهوله عن طريق الهاتف أو الإنترنت أو الاتصالات الفورية التي تعمل بنظام تحديد المواقع. في الخدمات المجدولة لا تحتاج سيارات الاجرة إلي العمل علي طرق ثابتة.

## خدمات حجز سيارات الأجرة التجارية المشتركة

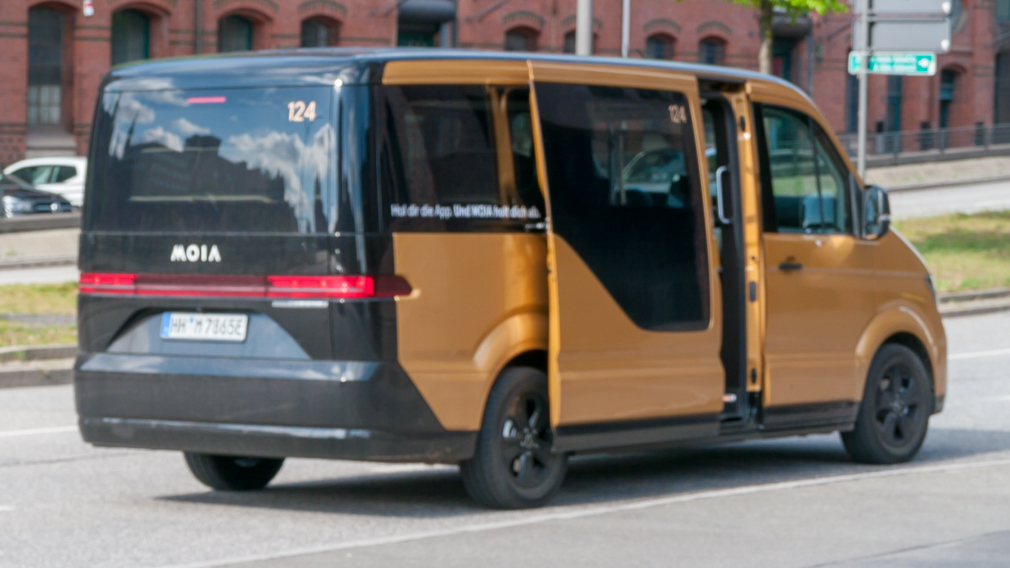
شاحنة موا للنقل في هامبورغ، ألمانيا

تستخدم الآن بعض سيارات الأجرة المشتركة الأنظمة الحديثة لأغراض الحجز والجدولة، مثل الإنترنت والهواتف المحمولة، يقوم الركاب بإجراء الحجوزات وإرسال تفاصيل المسار باستخدام الرسائل القصيرة أو تطبيقات الهاتف المحمول إلى خادم مركزي يجمع طلبات السفر هذه وينشئ مجموعة من الرحلات يتم إبلاغها بعد ذلك إلى السائقين.

## حافلات نقل المطار التي يتم تشغيلها تجاريا
يوجد العديد من مشغلي خدمات النقل بين المطارات والفنادق في جميع أنحاء العالم، يعملون في توقيت بدون جداول زمنية ومسارات غير محددة، لتقديم خدمة أرخص وعدم مشاركة سيارة الأجرة. غالبا تكون هذه السيارات تشبه سيارات النقل العام، يوفر حمل الامتعة حافزا اضافيا لاستخدام هذه الخدمات، بدلا من النقل المجدول الذي يتطلب المشي من موقع الإنزال إلى الوجهة النهائية. بدأت الخدمات المقدمة من هؤلاء المشغلين في الانتشار من المطارات إلى محطات السكك الحديدية وإلى مواقع أخرى.

## خدمات النقل المستجيبة للطلب
في بعض البلدان أصبحت الحكومة تقدم سيارات نقل مشتركة قائمين على الطلب للمقيمين في المجتمعات الذي لديهم عدد ركاب منخفض، مما قد يساعد في الحفاظ على وجود وسائل النقل العام. يتم تحديد العمليات مسبقا وفقا للحجوزات.

## صور

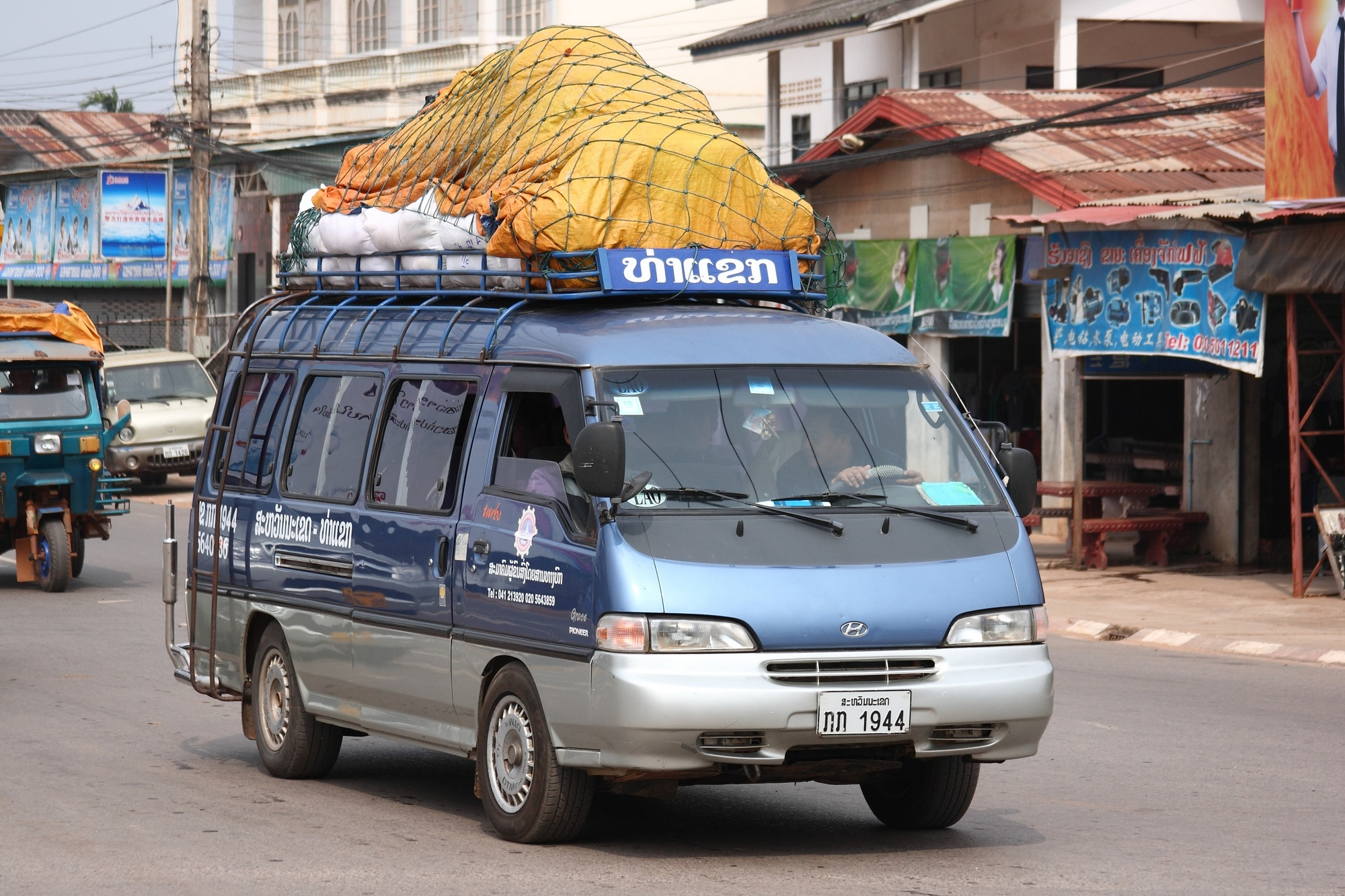
ميكروباص هيونداي في تايوان
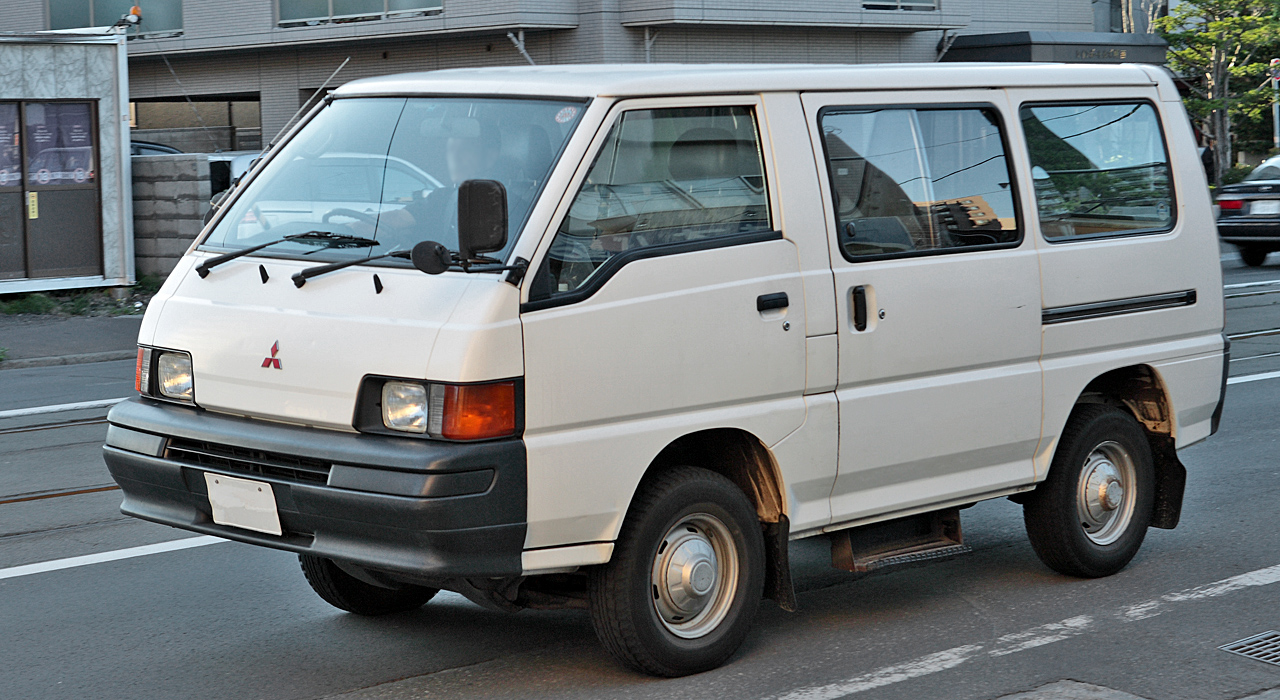
ميكروباص ميتسوبيشي
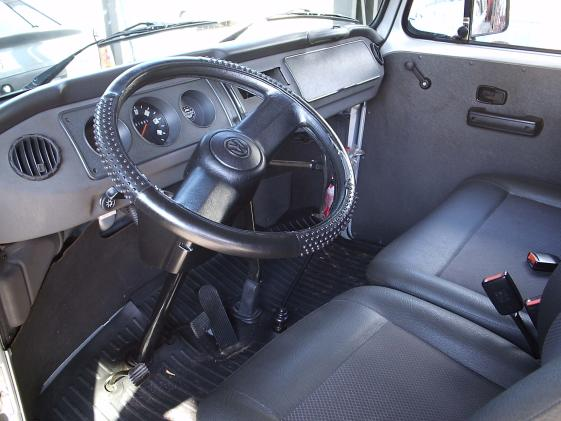
مقصورة القيادة (الكابينة) لميكروباص فولكس فاجن
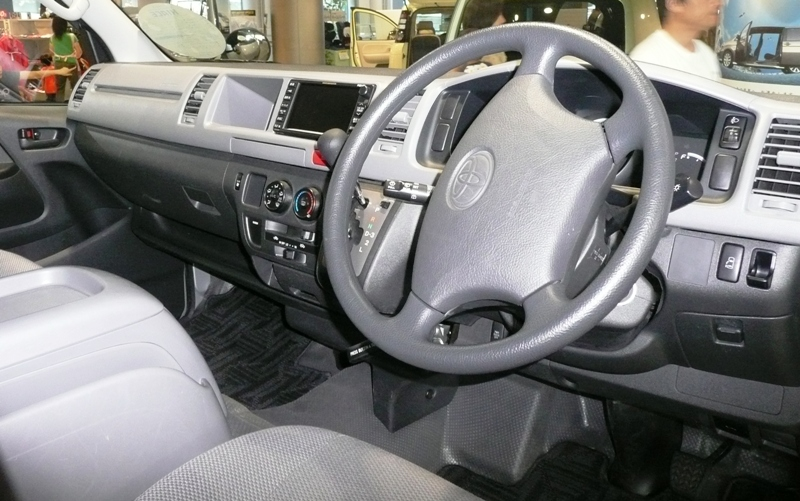
مقصورة القيادة (الكابينة) لميكروباص تويوتا موديل 2001
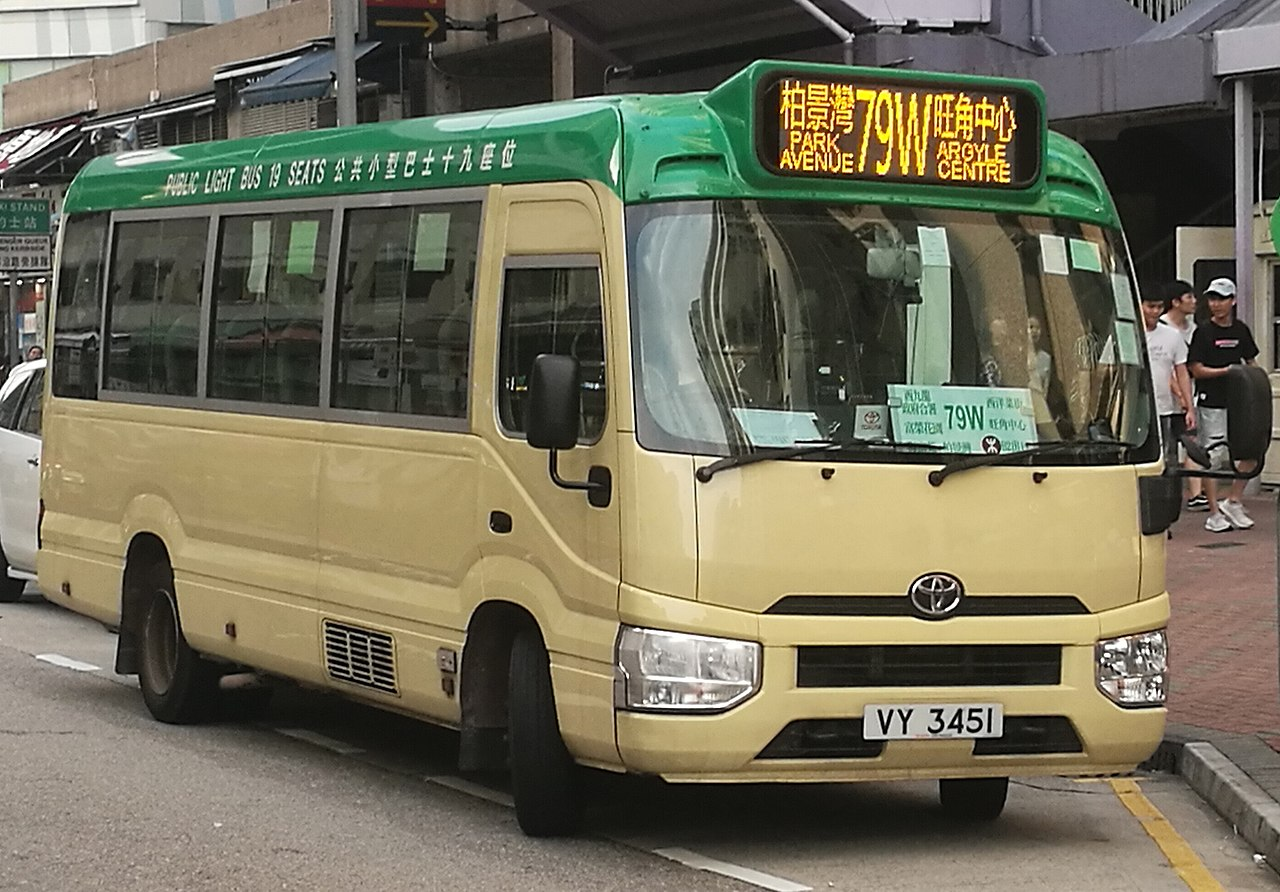
تويوتا كوستر 28 راكب
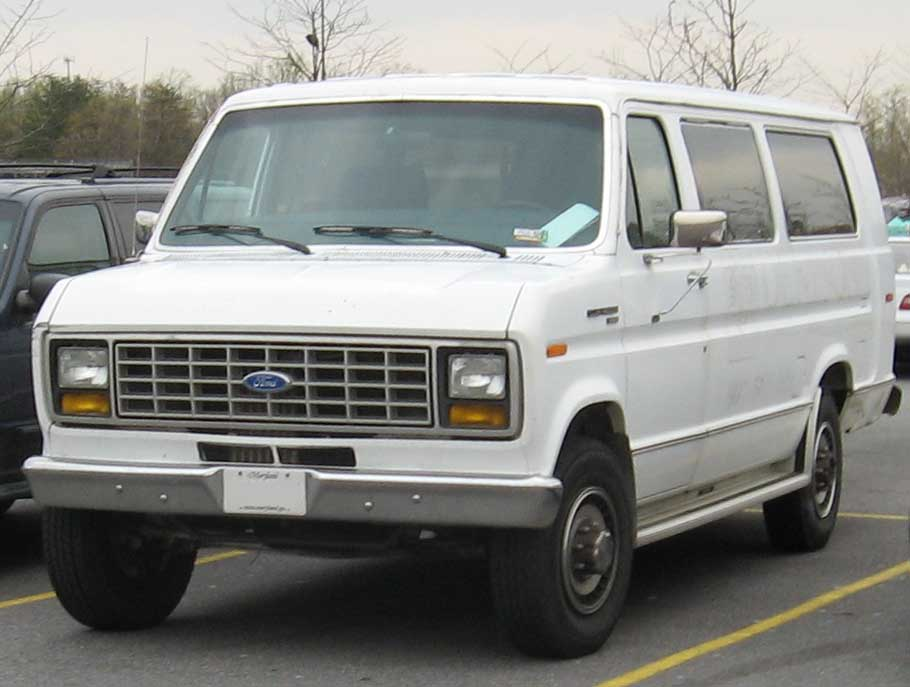
ميكروباص فورد 1981، يكثر رؤيته في الشرقية والمنوفية
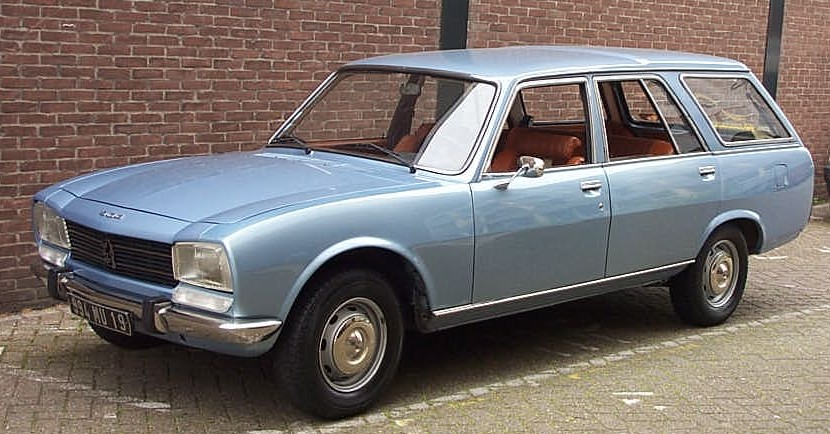
بيجو 504 سعة 7 راكب، إحدي بدائل الميكروباص علي الطرق السريعة